# Minería

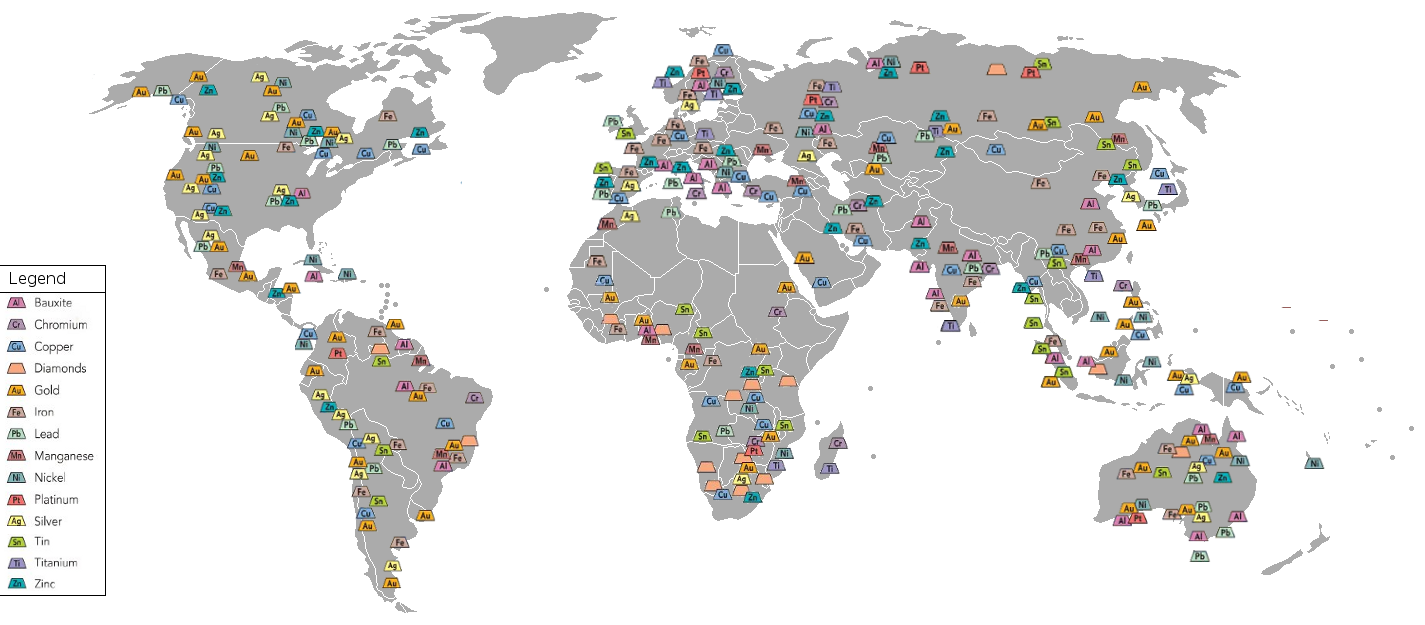
Mapamundi que muestra los principales yacimientos de metales y de materiales de construcción (año 2009).

La minería es una actividad económica del sector secundario cuando nos referimos a la extracción de minerales, y del sector energético si hacemos referencia a la extracción de combustibles fósiles.  Consiste en la explotación o extracción de los minerales.  Dependiendo del tipo de mineral a extraer la actividad se divide en minería metalúrgica (cobre, oro, plata, aluminio, plomo, hierro, mercurio, etc.), que son empleados como materias primas básicas; la minería no metalúrgica o también denominada de cantera y construcción (arcilla, cuarzo, zafiro, esmeralda, granito, mármol, mica, etc.) obtiene materiales de construcción y materia prima para joyería y ornamentación, entre otros usos. Otro tipo de minería es la extracción de los minerales energéticos o combustibles, empleados principalmente para generar energía, como por ejemplo el petróleo, gas natural y carbón o hulla.
La minería es una de las actividades más antiguas de la humanidad, y desde la prehistoria el hombre ha usado diversos minerales para la fabricación de herramientas y armas. Es una importante industria, que ha desarrollado una serie de técnicas, estudios y análisis físico-químicos para mejorar la exploración y explotación de los yacimientos. Por su parte, las compañías o empresas mineras son las encargadas de llevarla a cabo como industria, cuya competitividad depende de la producción de mineral extraído y de la calidad y cantidad del mismo. Para entenderla mejor, la actividad se divide en gran, mediana y pequeña minería. No obstante, en algunos países existe una cuarta categoría, la artesanal.
Ciertas organizaciones, como el Banco Mundial, consideran a la minería como uno de los indicadores básicos de las posibilidades de desarrollo económico de una localidad, región o país. En 2021, se estimaba que la minería creaba $1.8 billones de dólares en actividad económica (esto es, $1,800 millardos de dólares). A nivel energético la minería supone entre el 8 y el 10% del consumo de energía primaria en el mundo, en su mayoría de origen fósil. La mayoría de gobiernos del  mundo supervisan o controlan muy de cerca la industria minera. Muchas leyes buscan el cuidado del medio ambiente y la seguridad de los mineros. En algunos países los gobiernos restringen la minería o la prohíben.

## Historia

### Minería prehistórica

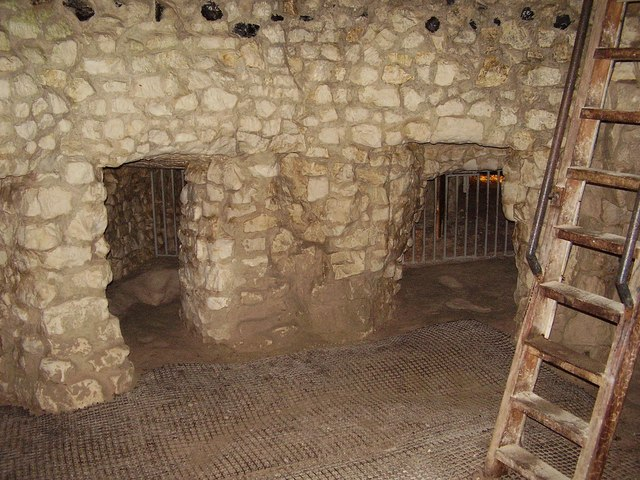
Restos de la mina de Grime's Graves en Inglaterra. Actualmente se preserva como atracción turística.

Desde los inicios de la civilización las personas han usado piedras, cerámicas y más tarde metales tomadas de la superficie terrestre para la fabricación de herramientas y armas. Un claro ejemplo de ello es el sílex de alta calidad encontrado en el norte de Francia, Hungría y en el sur de Inglaterra, que fue manipulado para crear las herramientas de sílex. Las primeras minas de dicho mineral se han encontrado en zonas rodeadas de creta, siendo la más famosa la de Grime's Graves en Inglaterra, que data desde el Neolítico. Otra de las rocas explotadas por aquel tiempo fue el esquisto verde, extraída principalmente en el Distrito de los Lagos en el Noroeste de Inglaterra.
La mina más antigua de la que se tiene constancia arqueológica es la Cueva del León en Suazilandia que, de acuerdo a las dataciones por el método del carbono 14, tiene una edad de 43 000 años. En este lugar, los hombres del Paleolítico excavaban en busca de hematita con el que probablemente producían pigmentos de color ocre. De acuerdo a la Comisión Nacional de Confianza de Suazilandia más de 1200 toneladas de hematita, rica en especularita, fueron extraídas de la Cueva del León durante la era prehistórica.

### Antiguo Egipto
La minería en el Antiguo Egipto se inició durante las primeras dinastías, en donde sus habitantes extraían malaquita en Maadi, que era empleada para ornamentaciones y cerámicas. Más tarde, entre los años 2613 y 2494 antes de Cristo, y con los grandes proyectos de construcción, se vieron obligados a recorrer terrenos extranjeros como Uadi Maghara, con el fin de asegurar minerales y otros recursos que no existían en Egipto. Dentro de estas expediciones, encontraron canteras de turquesa y cobre en Uadi Hammamat, Tura, Asuán y otros sitios nubios, como también en la Península del Sinaí y en Timna.
Por su parte y de acuerdo al historiador griego Diodoro Sículo, Nubia poseía las minas de oro más grandes y extensas de la zona. Él mencionó que se empleaban fijaciones de fuego llamadas fire-setting con el objetivo de romper la roca y así liberar el oro, que luego era molido para crear una especie de polvo, ya que era más práctico fundirlo y así darle forma.

### La minería en la Antigua Grecia y Roma

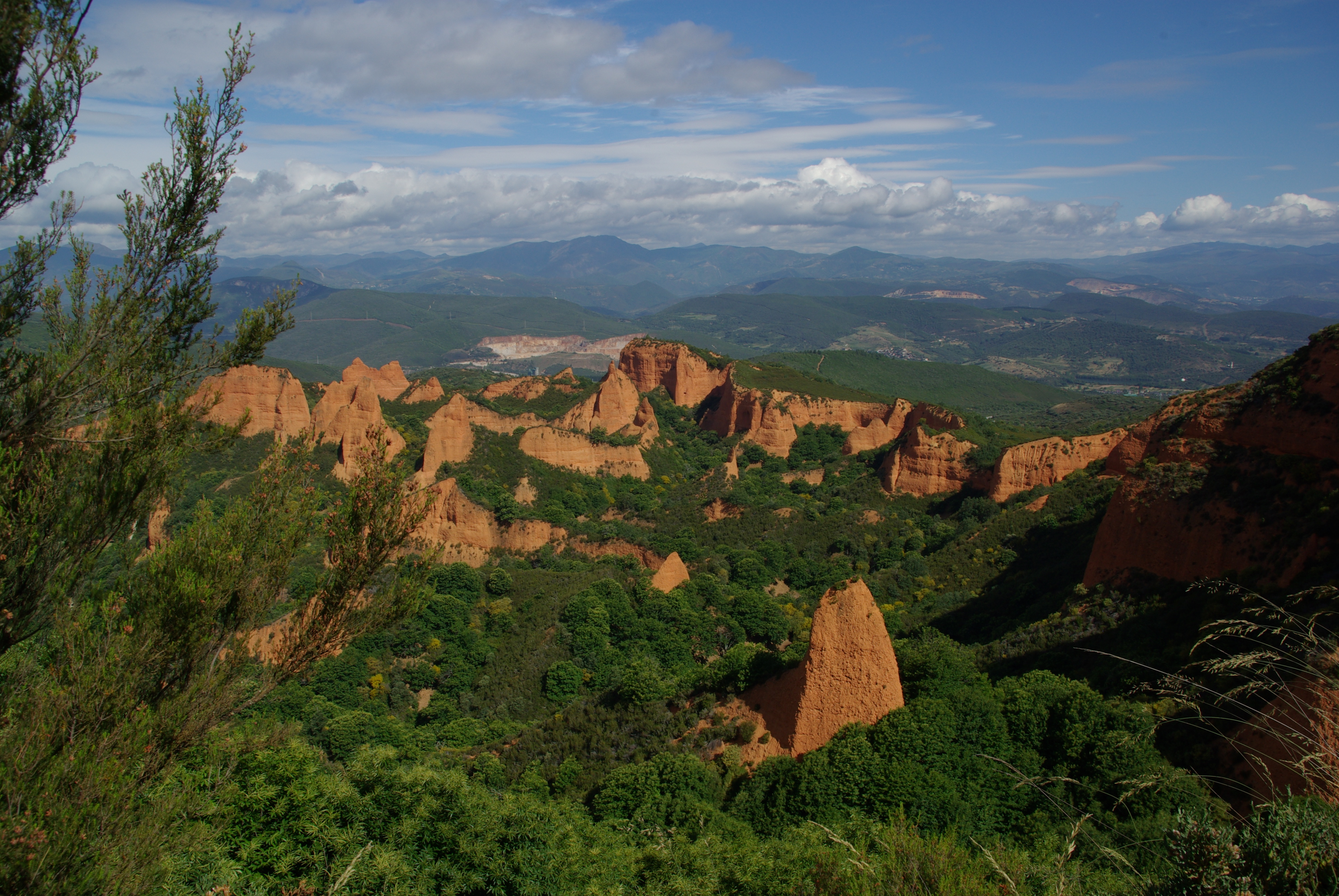
Las Médulas, entorno paisajístico español formado por una antigua explotación minera de oro romana.

Con la llegada de las civilizaciones griega y romana, la industria minera en Europa tuvo un importante auge. Durante la antigua Grecia, una gran variedad de minerales y piedras preciosas fueron extraídas para la construcción de palacios, templos y esculturas. Las minas de plata ubicadas en Lavrio ayudaron en gran medida al auge económico de Atenas, donde se estima que trabajaron cerca de 20 000 esclavos. Además, la necesidad de conseguir minerales, ya sea para asuntos bélicos o tecnológicos, permitió que los griegos explotaran yacimientos de oro y plata al norte de Tracia y cobre, oro y hierro en Chipre, por ejemplo. Otro pueblo griego, los parianos, cumplieron una importante labor en la extracción del mármol blanco cuando descubrieron ricos yacimientos en la isla de Tasos en el 680 a. C.
Buena parte de las técnicas empleadas por los griegos fueron adoptadas en la Roma antigua. Sin embargo, la construcción de numerosos acueductos les permitió que varios minerales fueran explotados a gran escala, ya que el agua podía ser transportada cientos de kilómetros hasta llegar a las propias canteras. El agua se usó en diversos propósitos tanto para eliminar sobrecargas y residuos de roca, llamado minería hidráulica, como para el proceso de conminución y el transporte de maquinaria simple.
Los romanos emplearon la minería hidráulica para la prospección de vetas, con una técnica obsoleta llamada hushing. Esta consistía en reunir el agua proveniente de los acueductos en grandes embalses y tanques que, al momento de abrir sus puertas, el enorme caudal se llevaba todas las capas de tierra, dejando al descubierto la roca madre y con ello la posible veta de algún mineral. Después, la roca era calentada con fire-setting para luego ser enfriada con chorros de agua, cuyo choque térmico la terminaba de agrietar. Se conoce que este método fue empleado por los romanos en las minas de casiterita en Cornualles y en los depósitos de plomo en los Peninos, ambos ubicados en Gran Bretaña. También fueron usados en España a mediados del 25 después de Cristo, para explotar grandes yacimientos de oro aluvial situados principalmente en Las Médulas, donde siete largos acueductos fueron construidos para aprovechar los ríos locales. Muchos de los métodos mineros de los antiguos romanos se conservan actualmente en el Museo Británico y en el Museo Nacional de Gales.

### Europa medieval

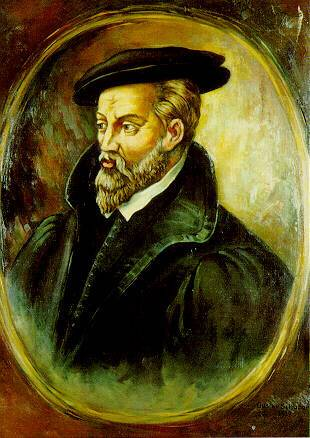
Georgius Agricola, autor de De re metallica.

La minería en la Edad Media se enfocó principalmente en la extracción de cobre, hierro y otros metales preciosos, los que inicialmente se extraían a través de minas a cielo abierto —pero de poca profundidad— y que se empleaban para acuñar monedas. Alrededor del siglo XIV la demanda por armas, armaduras, estribos y herraduras aumentó en gran medida la extracción de hierro. Por ejemplo, los caballeros medievales cargaban hasta 45 kg de hierro sin contar las espadas, lanzas u otras armas. Esta dependencia de hierro con fines militares contribuyó a aumentar su producción y a crear nuevos procesos de extracción. Sin embargo, dicha dependencia de metales preciosos provocó que en 1456 ocurriera la crisis de la plata, debido a que las minas a cielo abierto habían alcanzado su límite de profundidad y no podían ser drenadas con la tecnología disponible.
En la mitad del siglo XVI, la necesidad de explotar los depósitos minerales se extendió desde Europa Central hasta Inglaterra. En la Europa continental, todos los depósitos mineros pertenecían a la Corona y ese derecho se mantuvo durante cientos de años con firmeza; pero en Inglaterra solo las minas de oro y plata eran de propiedad de la Corona, por una decisión judicial en 1568 y luego por una ley en 1688. Por lo tanto, cada inglés cuyos terrenos poseían reservas de algún otro mineral o de carbón, tenía un fuerte incentivo para extraer o arrendar dichos depósitos y cobrar regalías a los trabajadores de la eventual mina. A mediados del siglo XVII, el capital alemán, inglés y holandés unieron fuerzas para financiar la extracción y refinación de algunos minerales. Esta unión permitió que cientos de técnicos alemanes y otros tantos trabajadores calificados crearan en 1642 una colonia de cerca de 4000 extranjeros en torno a las minas de cobre en Keswick.

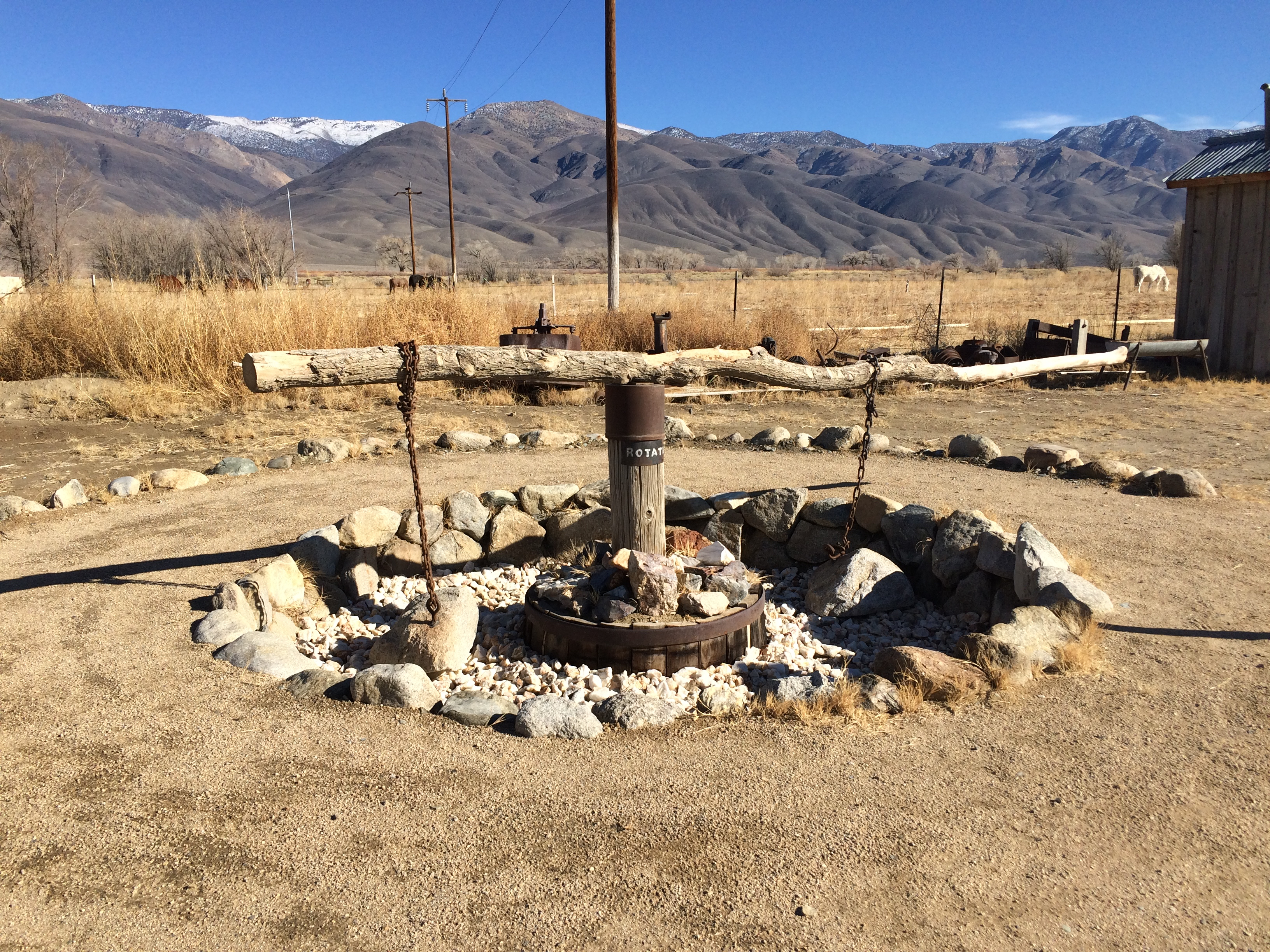
La arrastra fue un dispositivo impulsado por animales que servía para pulverizar con facilidad un mineral.

La energía del agua y la pólvora fue ampliamente usada durante la Europa Medieval. Por un lado, los molinos de agua fueron empleados para triturar y elevar el mineral de los piques, y para ventilar las galerías a través de enormes fuelles. Mientras que la pólvora se utilizaba para la voladura de rocas y tierra, con la idea de aflojar y revelar las vetas de un mineral. Este proceso era mucho más efectivo y rápido que el fire-setting, permitiendo la extracción de otros minerales. Como dato, la pólvora se usó por primera vez en la minería en Selmecbánya en el Reino de Hungría, en 1627.
La adopción de innovaciones agrícolas, como el arado de hierro, y el creciente uso de metales como material de construcción, fueron una fuerza impulsora para el crecimiento de la minería del hierro por aquellos años. Además las nuevas invenciones como el arrastra, dispositivo que era impulsado por animales y que utilizaba los mismos principios de la trilla, permitió pulverizar con mayor facilidad el mineral recién extraído.
Gran parte de los conocimientos que se tienen hoy de la minería medieval proviene de libros, como el De la Pirotechnia de Vannoccio Biringuccio (1540) y quizás el más importante De re metallica de Georgius Agricola (1556), que detallan los diferentes métodos extractivos realizados en las minas de Alemania y Sajonia. Uno de los principales problemas que tuvieron que afrontar los mineros medievales, y sobre el cual Agricola da bastantes detalles, fue la eliminación del agua de los piques. Como los mineros cavaban cada vez más profundo con el fin de encontrar nuevas vetas, las inundaciones por el agua subterránea eran cada vez mayores. Es por ello por lo que la invención de bombas mecánicas o conducidas por animales hizo que la industria minera se hiciese más eficiente y próspera.  

### Civilización filipina clásica
La minería en las Filipinas comenzó alrededor del 1000 antes de Cristo, cuyos primeros mineros explotaban minas de oro, plata, cobre y hierro. La fabricación de joyas, lingotes de oro, calombigas, pendientes y otros artefactos caseros como las dagas, platos, ornamentos y chapados de dientes hechos con oro, fueron transmitidos desde la antigüedad y adoptados por las siguientes generaciones. En la obra Tantric elements in pre-hispanic Philippines gold art (Elementos tántricos en el arte en oro de la Filipinas prehispánica) de Laszlo Legeza, se menciona que algunas piezas de joyería de oro del antiguo reino de Butuan (siglos VIII a XV d. C.) llegaron hasta Egipto, donde fueron confundidas por coleccionistas europeos posteriores con la joyería local. Además y según el explorador italiano Antonio Pigafetta, las personas de Mindoro poseían una gran habilidad en la mezcla de oro con otros metales, que le daban una apariencia perfecta y natural, y que incluso podría engañar al mejor de los plateros. Por último, los nativos filipinos eran conocidos por sus cinturones, collares, brazaletes y anillos hechos en piedras preciosas como cornalina, ágata y perlas.

### La minería en América

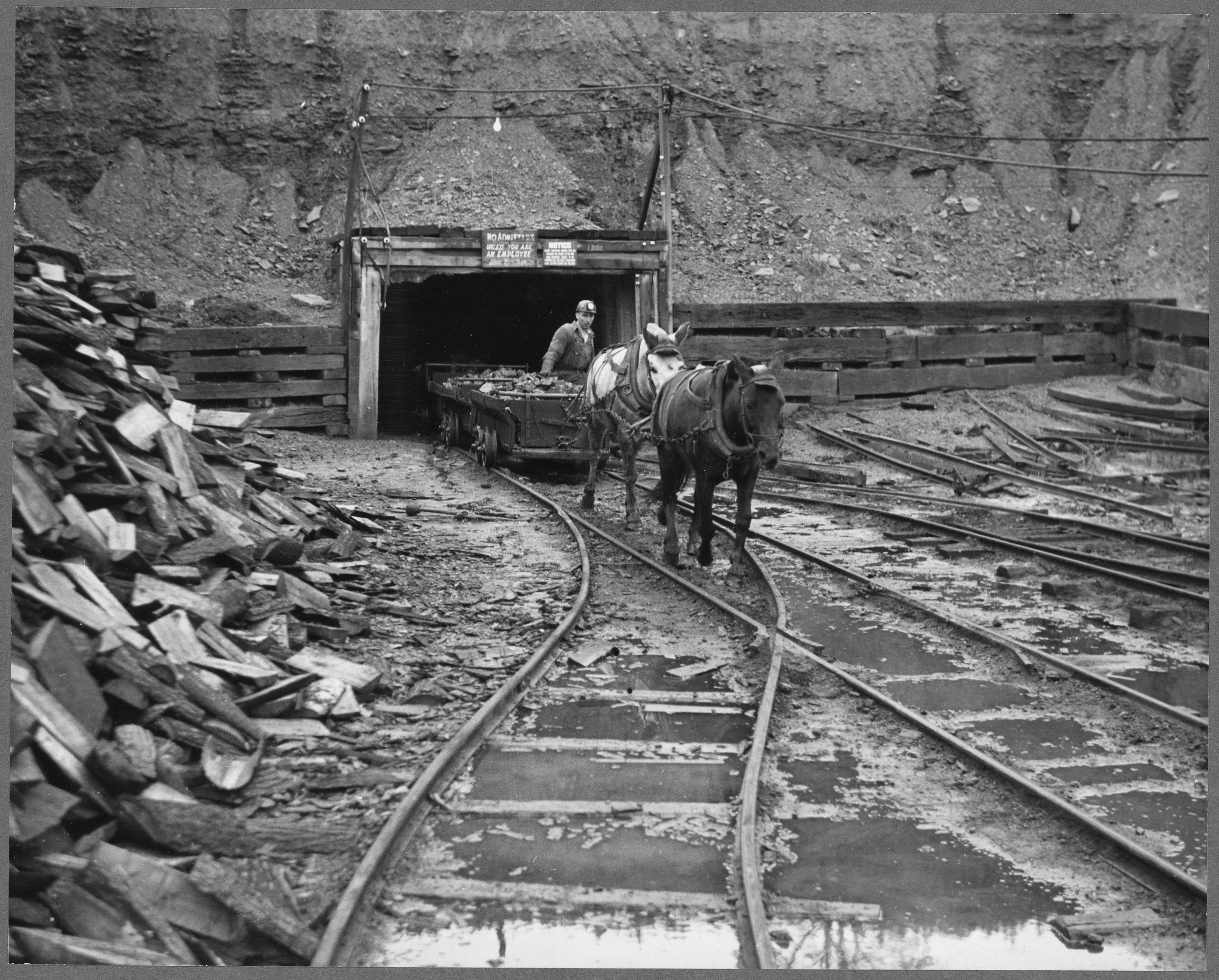
Debido al auge de la minería a partir del, los ferrocarriles se convirtieron en parte importante en el traslado de minerales. En la imagen, un vagón de minerales impulsados por animales en Pensilvania en 1946.

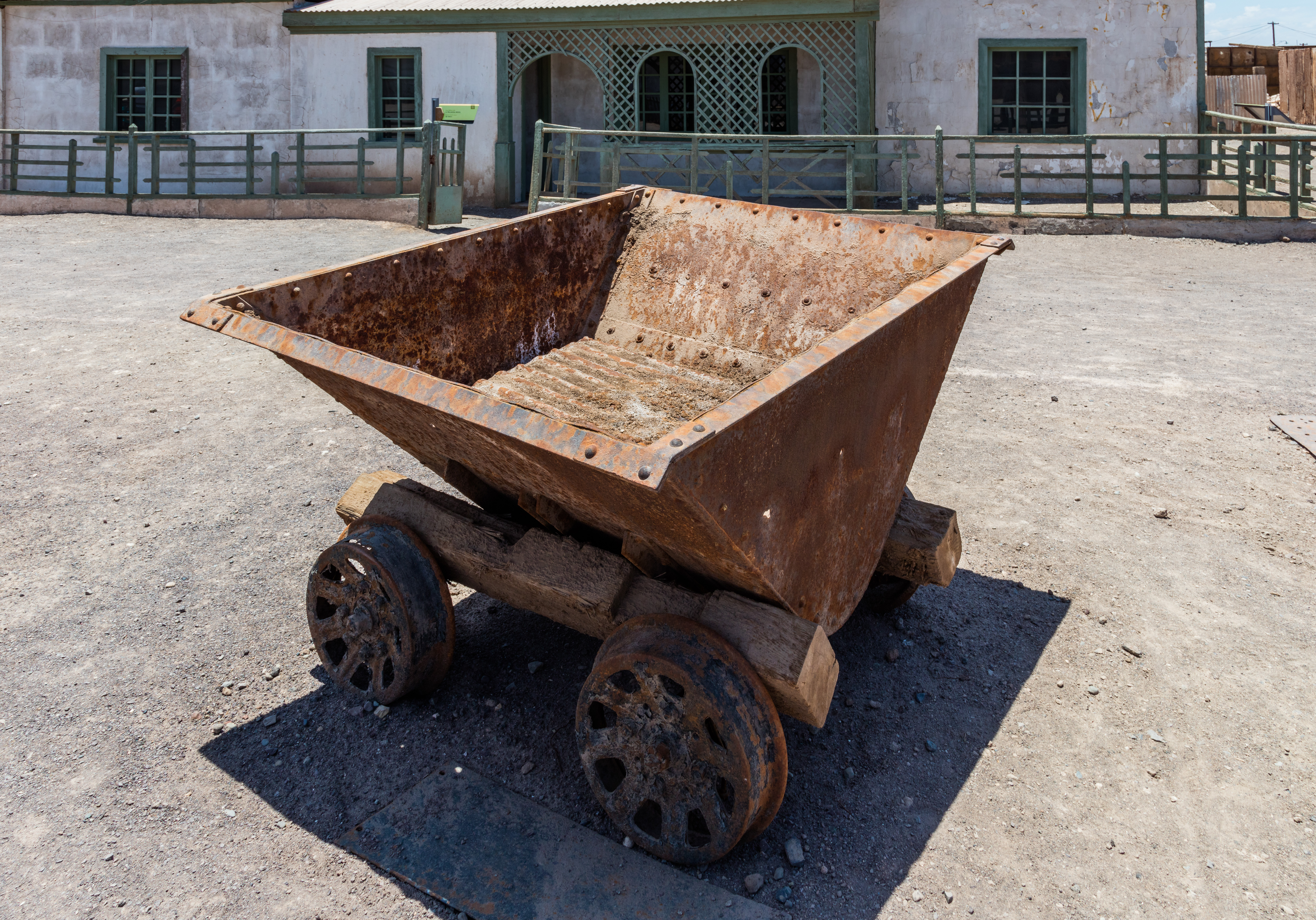
Antiguo vagón de minería utilizado en las oficinas salitreras de Humberstone y Santa Laura, Chile.

En el continente americano también se han encontrado minas de cobre, cuya explotación se inició hace cientos de años. Algunas de ellas se han descubierto en el Lago Superior en América del Norte, donde el desmonte que proviene desde tiempos coloniales, aún se conserva. Sin embargo y con los posteriores estudios, se confirmó que los amerindios lo extraían desde hace más de 5000 años con la que creaban herramientas, puntas de flecha y otros artefactos que de acuerdo a los científicos estableció una gran red comercial entre los pueblos. Cuando los primeros colonos llegaron a América descubrieron varias minas explotadas de obsidiana, sílex y otros minerales, que les fue imposible transportarlos a Europa debido a la complejidad de los terrenos. Además, a medida que avanzaban hacia el centro de lo que hoy es Canadá, los colonos franceses encontraron yacimientos de cuarzo en la región de Saskatchewan.
La minería colonial se caracterizó por las grandes explotaciones de oro y plata, principalmente extraídas de América Central y de América del Sur, que fueron transportadas hacia España en galeones. Por otro lado y de acuerdo a varios científicos, la turquesa fue otro de los minerales cotizados por los amerindios, cuya explotación comenzó alrededor del 700 después de Cristo en el Distrito Minero de Cerrillos en Nuevo México, donde se estimó que más de 15 000 toneladas de roca fueron removidas desde el Monte Chalchihuitl solo con herramientas de piedra, antes del 1700.
Desde el siglo XIX la minería en los Estados Unidos comenzó a ser más frecuente, a tal punto que en 1872 se aprobó la Ley General de Minería, cuyo objetivo era regularizar y fomentar las explotaciones mineras. Las expediciones para encontrar eventuales yacimientos explotables, se convirtió en un factor importante en la expansión colonial del oeste de dicho país, que con la ayuda posterior del ferrocarril, originaron varios centros mineros que con los años se convirtieron en ciudades.

### Período moderno

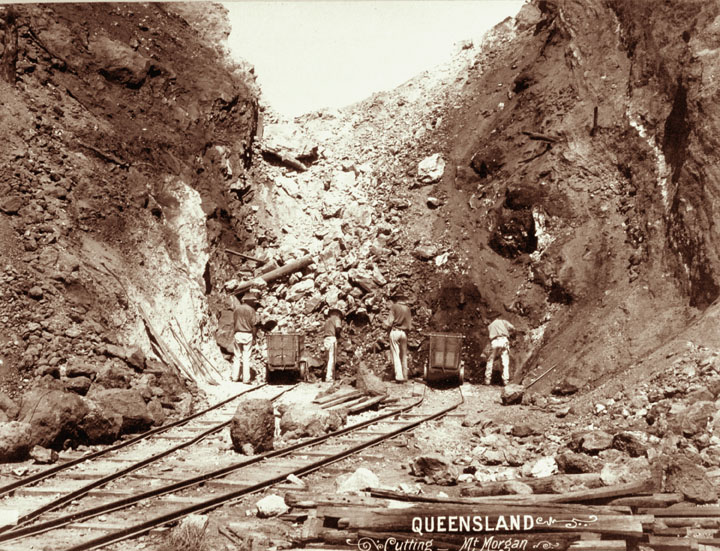
Cuatro mineros en la frente de trabajo de la mina Mount Morgan de Australia, en 1897.

Con la llegada del siglo XX la minería tuvo un gran auge en varios países del mundo como por ejemplo en los Estados Unidos, donde se impulsó la extracción de cobre, plomo, carbón y hierro, además del oro y la plata que comenzó en el siglo anterior. Esta política conllevó que estados como Montana, Utah, Arizona y Alaska se convirtieran en principales proveedores de cobre en el mundo. Por su parte, la industria minera en Canadá creció mucho más lentamente, debido a las limitaciones en el transporte, el capital y la competencia directa con su país vecino. Aun así su política interna permitió que Ontario fuese el principal productor de níquel, cobre y oro a principios de siglo.
A mediados del siglo XIX Australia experimentó una de las más importantes fiebre del oro, que durante la década de 1850 la posicionó como el principal productor de dicho mineral, cubriendo el 40% del mercado mundial. El establecimiento de la mina Mount Morgan —que fue explotada casi cien años—, los depósitos de Broken Hill —uno de los mayores depósitos de plomo y zinc— y las minas de hierro en Iron Knob, aumentaron enormemente el capital del país. Aun así y durante la primera mitad del siglo XX, la industria australiana sufrió una gran disminución productiva, pero que fue reactivada a mediados de la década de 1960. Actualmente, el país oceánico aún se posiciona como uno de los principales productores de minerales.
Desde mediados del siglo pasado las corporaciones multinacionales, y en algunos casos las empresas estatales, han creado una industria minera globalizada con una gran participación de otros países como Perú, Brasil, Chile y Sudáfrica, entre otros. Asimismo, varios gobiernos han generado una serie de políticas para el cuidado del medioambiente y la regularización de la sobrexplotación. Además, países como los Estados Unidos y China han invertido más capital para la exploración y explotación de minerales que contengan tierras raras, para cubrir la demanda de las nuevas tecnologías.

## El desarrollo de la mina y el ciclo de vida

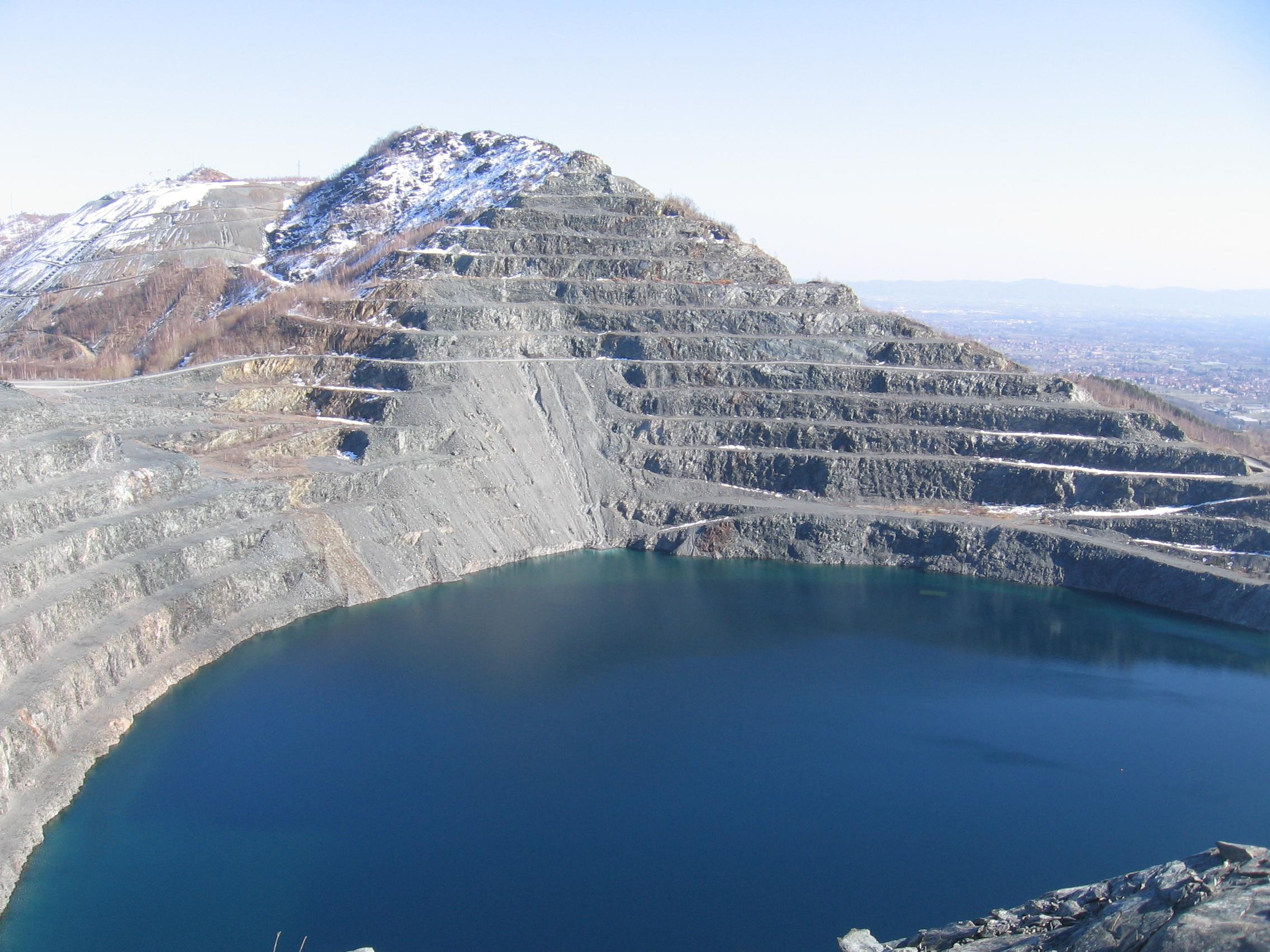
Tras el cierre de las operaciones mineras, las minas a cielo abierto y canteras quedan como vestigios de la actividad, debido a que no se pueden cubrir por los altos costos. En la imagen, la cantera abandonada de Amiantifera di Balangero en Torino, Italia.

La minería actual se compone de varias etapas, desde el descubrimiento del yacimiento, pasando por la explotación, hasta finalmente el cierre y post cierre de la mina. La primera fase es el descubrimiento del yacimiento, que se realiza mediante la prospección y la exploración, cuyo objetivo es conocer y definir la extensión, ubicación y el valor del mineral. Hecho eso y mediante cálculos estadísticos y matemáticos, se estima el tamaño y el grado del depósito que se utiliza para crear el estudio de pre-factibilidad, que determina de manera teórica la economía del depósito, la inversión inicial y los posibles riesgos claves. El siguiente paso es el estudio de factibilidad, que evalúa la viabilidad económica, los riesgos técnicos y financieros y la solidez del proyecto.
Ambos estudios entregan a la empresa minera la mayor información posible sobre el yacimiento, con los cuales toman la decisión de invertir o abandonar el proyecto. Si el depósito de mineral es viable económicamente, la compañía minera comienza a planificar la forma como se va a extraer, la metalurgia, la cantidad de mineral que se va a recuperar, los posibles compradores y la clase de concentrado que se va a obtener. Además, se preocupa de la ingeniería, los costos de la conminución y de la infraestructura, los requisitos legales y medioambientales que exigen los institutos mineros de cada país, pero sobre todo como obtener el capital necesario para hacer funcionar la extracción de la mina.
Para acceder a la mina del depósito es necesario extraer el material que no posee un interés económico, denominado también como ganga. En la gran mayoría de los casos la cantidad de ganga es el doble del mineral que se extrae durante toda la vida de la mina, por ello la empresa debe considerar su remoción y colocación de dicho residuo. El establecimiento de los llamados tranques de relaves, deben contar con un estudio detallado de la geografía del lugar, para evitar posibles riesgos medioambientales que pueda afectar a la fauna, flora y comunidades adyacentes a la mina. Una vez que se define la construcción de la planta y el tranque de relaves, comienza la extracción y comercialización del mineral. La funcionalidad y duración de la mina depende de la cantidad de mineral que posee el yacimiento, y si con el pasar de los años, sigue siendo rentable económicamente su extracción.
Tras varios años de funcionamiento la empresa minera debe iniciar el cierre y post cierre de la mina, cuyo proceso es paulatino, por ende puede demorar bastante tiempo. De acuerdo a las leyes y códigos mineros de cada país, el cierre de las labores puede ser definitivo o en menor medida, parcial. La gran mayoría de las naciones con industrias mineras de gran tonelaje, exigen el cierre total de la mina, lo que implica desmontar las instalaciones de la planta y cerrar las entradas de las minas que fueron explotadas de manera subterránea. Este proceso puede ir acompañado por la reforestación del lugar, con la finalidad de restablecer las características geográficas y medioambientales que existían previamente a la iniciación de las operaciones.

## Métodos de explotación
Para explotar un mineral existen dos métodos: la minería a cielo abierto y la mina subterránea, siendo la primera la más común hoy en día. Según el investigador H.L. Hartmann en su ensayo Introductory Mining Engineering, la minería a cielo abierto produce el 85% de los minerales extraídos en los Estados Unidos, de los cuales el 95% de ellos corresponde a minerales metálicos. Dentro de la minería a cielo abierto se encuentra la de los depósitos placer o también denominados yacimientos de tipo placer, que consta de valiosos minerales contenidos en la grava de los ríos, arena de playa o en sedimentos producidos por aluviones, cuyo proceso de extracción varía en ocasiones a los empleados en las minas a cielo abierto.

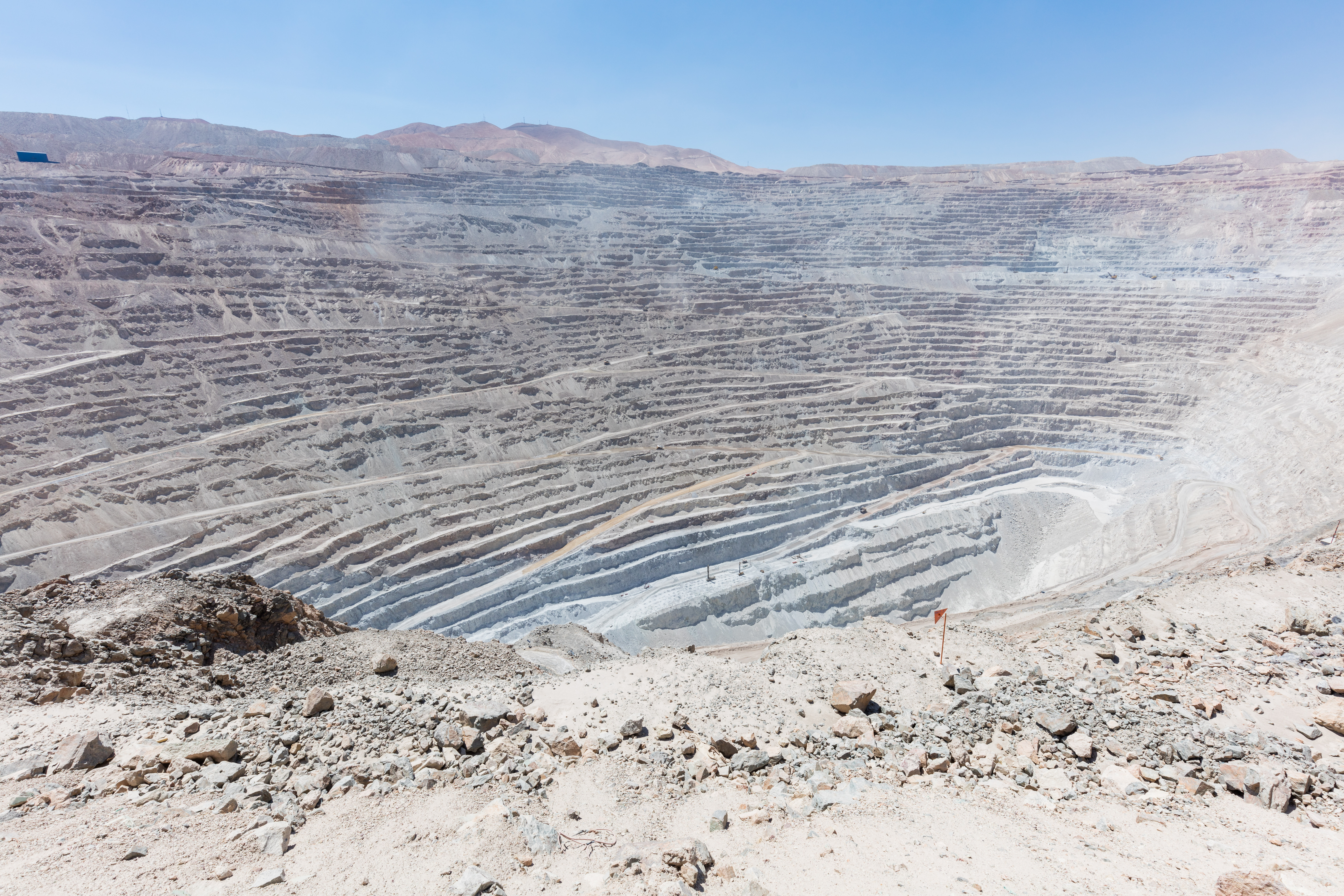
Chuquicamata en Chile, es una de las minas a cielo abierto más grande del mundo.

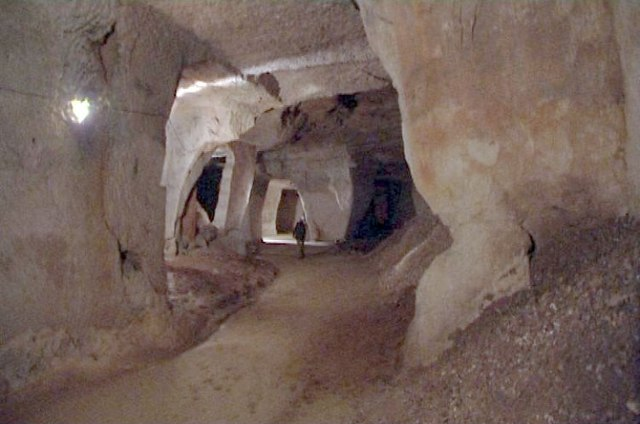
Una mina subterránea se compone de varias galerías, cuya técnica de extracción puede ser por hundimiento o por caserones. En la imagen, la mina subterránea de caliza Beer Stone Quarry en Inglaterra.

Sin embargo, y en ciertas ocasiones específicas como en la extracción del uranio y de las tierras raras, existen métodos poco comunes, tales como la lixiviación in situ. Esta nueva técnica consiste en crear hoyos desde la superficie hasta el respectivo depósito, pero aun así no se considera como un método a cielo abierto ni subterráneo. Para llevar a cabo la lixiviación in situ se requiere que los minerales sean solubles en agua como por ejemplo el potasio, cloruro de potasio, cloruro de sodio y sulfato de sodio. Otros minerales como los óxidos de uranio y cobre necesitan soluciones de ácido o de carbonato para su disolución y posterior extracción.

### Minería a cielo abierto
La minería a cielo abierto o también denominada de superficie se realiza mediante la eliminación de la vegetación (stripping) y de las capas superiores de roca, para poder llegar a los yacimientos enterrados. La minería de superficie se puede dividir en open pit mining —en nuestro idioma conocido simplemente como mina a cielo o rajo abierto— que consiste en la extracción de minerales a través de un enorme rajo en el suelo, que incluso puede alcanzar varios kilómetros de extensión; la explotación por canteras, idéntica a la open pit mining, pero utilizada en yacimientos de rocas, arenas y arcillas; los strip mining o descubiertas que se emplean en yacimientos que se encuentran relativamente cerca de la superficie y que es realizada principalmente en la extracción de carbón y lignito; la mountaintop removal mining o también denominada mountaintop mining, que involucra una alteración topográfica de la cima de la montaña donde se encuentra el depósito, principalmente de carbón. Dentro de la minería a cielo abierto se encuentran los depósitos placer y la técnica denominada landfill mining and reclamation (LFMR), que consiste en extraer minerales ya procesados de la basura de los vertederos.

### Minería subterránea
La minería subterránea o en ciertas ocasiones denominada minería de subsuelo se realiza mediante la construcción de túneles o galerías, con el objetivo de penetrar la roca para poder llegar a los yacimientos. Este tipo de método se clasifica según la forma de acceso; drift mining (de forma horizontal), slope mining (de forma diagonal) y shaft mining (de forma vertical), o de acuerdo a la técnica de extracción; de hundimiento o por caserones. Dentro de las de hundimiento se encuentran las block caving, sublevel caving y panel caving, mientras que por caserones se dividen en vacíos (sublevel stoping y vertical crater retreat (VCR)), soportados (cut & fill y shrinkage) y autosoportados (open stopes y room & pilar).

### Minería en el fondo del mar
La minería en el fondo del mar, también conocida como minería submarina, es un proceso de extracción mineral relativamente nuevo, que se da lugar en el fondo marino. Los yacimientos de minería oceánica se suelen hacer en torno a grandes áreas de nódulos polimetálicos o fuentes hidrotermales activas o extintas a unos 1.400-3.700 metros bajo la superficie oceánica. Las fuentes hidrotermales crean depósitos de sulfuros que contienen metales preciosos como plata, oro, cobre, manganeso, cobalto y zinc. Los depósitos son extraídos utilizando bombas hidráulicas o sistemas de cubeta que llevan el mineral a la superficie para ser procesado.

## Maquinarias

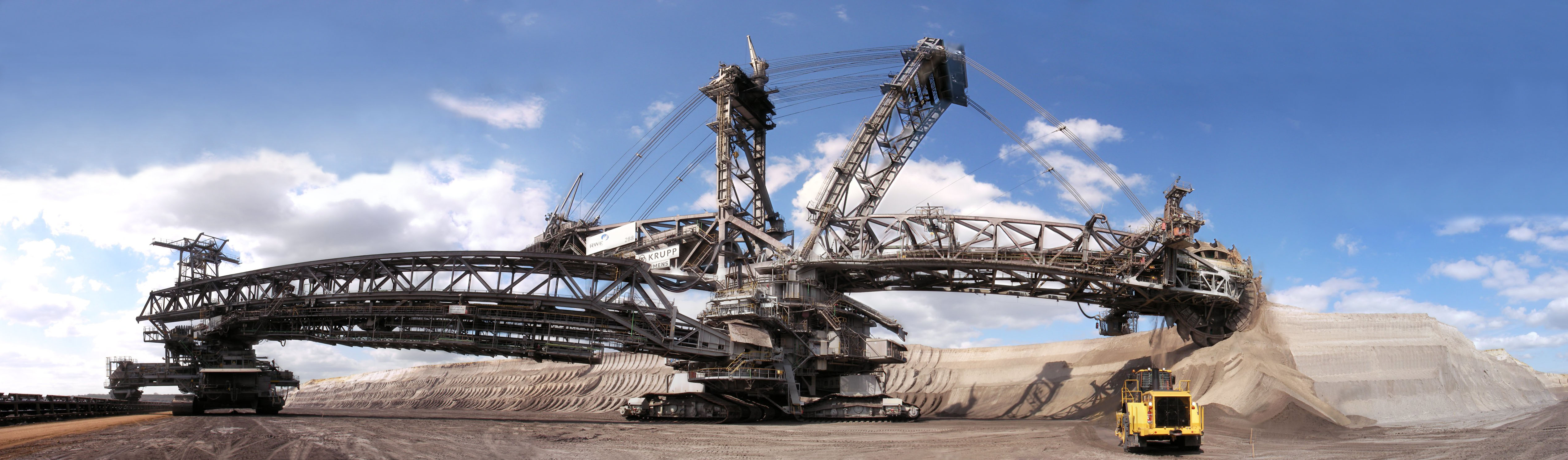
La Bagger 288 es una excavadora y máquina móvil usada en la minería a cielo abierto. Con su construcción, completada en 1978, se convirtió en el vehículo terrestre más grande de la historia.

A lo largo de la vida útil de una mina se emplean distintas maquinarias, cuya elección dependerá de las condiciones del entorno, las características del yacimiento y la geometría de la explotación, y de sus requerimientos específicos. A grandes rasgos la maquinaria usada en la minería se divide en tres; equipos de carguío, equipos de transporte y equipos de servicio mina. La maquinaria de carguío tiene como finalidad cargar el material recién tronado y depositarlo en equipos de transporte o directamente en piques de traspaso, en el caso de la minería subterránea. Por su parte, el objetivo de las de transporte consiste en trasladar el material mineralizado o estéril desde el yacimiento hacia los posibles destinos, ya sea el chancado, stock de mineral o botaderos de estéril. Por último, los equipos de servicio mina cumplen una labor específica en la industria que puede ser el transporte de material de trabajo o de personal, movimientos de tierra y construcción de caminos, zanjas, taludes y petriles, y labores de perforación y carga de explosivos, entre otros. Dentro de esta maquinaria se encuentran los bulldozers, wheeldozers, motoniveladoras, camión aljibe, retroexcavadora, excavadora, jumbo de perforación, camión mixer, shocretera, roboshot y equipos de levante, entre otros.

### Clasificación de maquinarias
|                 | Sin acarreo                                                           | Acarreo mínimo                    |
| Unidad discreta | * Pala eléctrica * Pala hidráulica * Pala neumática * Retroexcavadora | * Pala cargadora * Load Haul Dump |
| Flujo continuo  | * Rotopala * Dragalina                                                |                                   |

|                 | Sin camino fijo                                             | Con camino fijo         |
| Unidad discreta | * Camión minero * Camión de bajo perfil * Camión articulado | * Tren * Tranvía * Skip |
|                 | Transporte de sólidos                                       |                         |
| Flujo continuo  | * Cinta transportadora                                      |                         |

## Proceso

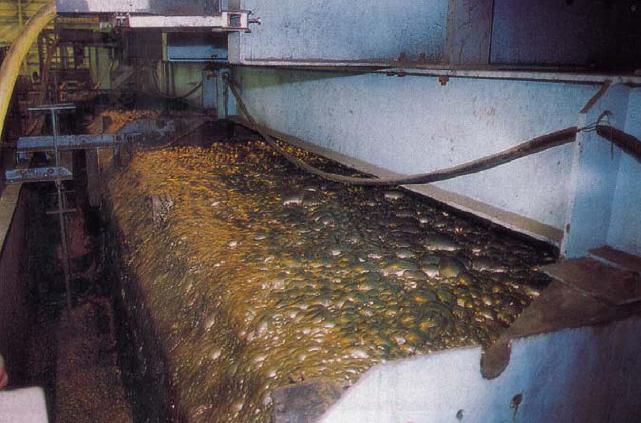
En la etapa del procesamiento de minerales existen varios subprocesos, como la flotación en el caso de los sulfuros de cobre.

Una vez que el mineral es extraído tiene que ser procesado de acuerdo a ciertos protocolos analizados durante años. La ciencia que estudia dicho proceso es la metalurgia extractiva, que es un área de la metalurgia que estudia la extracción de los metales preciosos de los minerales mediante medios químicos, mecánicos o electrolíticos. Uno de los estudios de dicha ciencia es el procesamiento de minerales, que analiza los medios mecánicos de trituración, molienda y lavado, que permite la separación de los metales con valor económico de la ganga. Como la gran mayoría de los metales están presentes en los minerales de óxido y sulfuros, es necesario procesarlos mediante la fundición o por medio de la reducción electrolítica. La ciencia que combina todos estos procesos ya sea la minería, la metalurgia extractiva y las ciencias geológicas, además de la economía del yacimiento y los posibles daños medioambientales, se denomina geometalurgia.

### Circuito productivo
El circuito productivo, o también denominado proceso productivo, se define como las etapas por las que un mineral se somete hasta convertirse en un producto comercializable. A continuación, se ofrece un listado de los principales procesos que se aplican a un mineral metálico. Desde luego, esta lista es a modo general, ya que dependiendo del metal se pueden incluir algunos subprocesos.
- Explotación: Extracción del mineral desde la mina.
- Carguío y transporte: Carga y transporte del mineral hasta los distintos puntos de entrega (planta de proceso, botaderos, etc.).
- Procesamiento: Reducción de tamaño por métodos físicos para liberar las partículas metálicas desde la roca. Aumento de la concentración de los metales por métodos físico-químicos.
- Fundición: Separación de los metales contenidos en los concentrados.
- Refinación: Purificación de los metales producto de la fundición, para su transformación industrial.
- Comercialización: Venta y compra del metal purificado.
- Reciclaje: Después de su vida útil el material puede ser reciclado, es decir, ser fundido nuevamente.

## Impacto ambiental de la minería

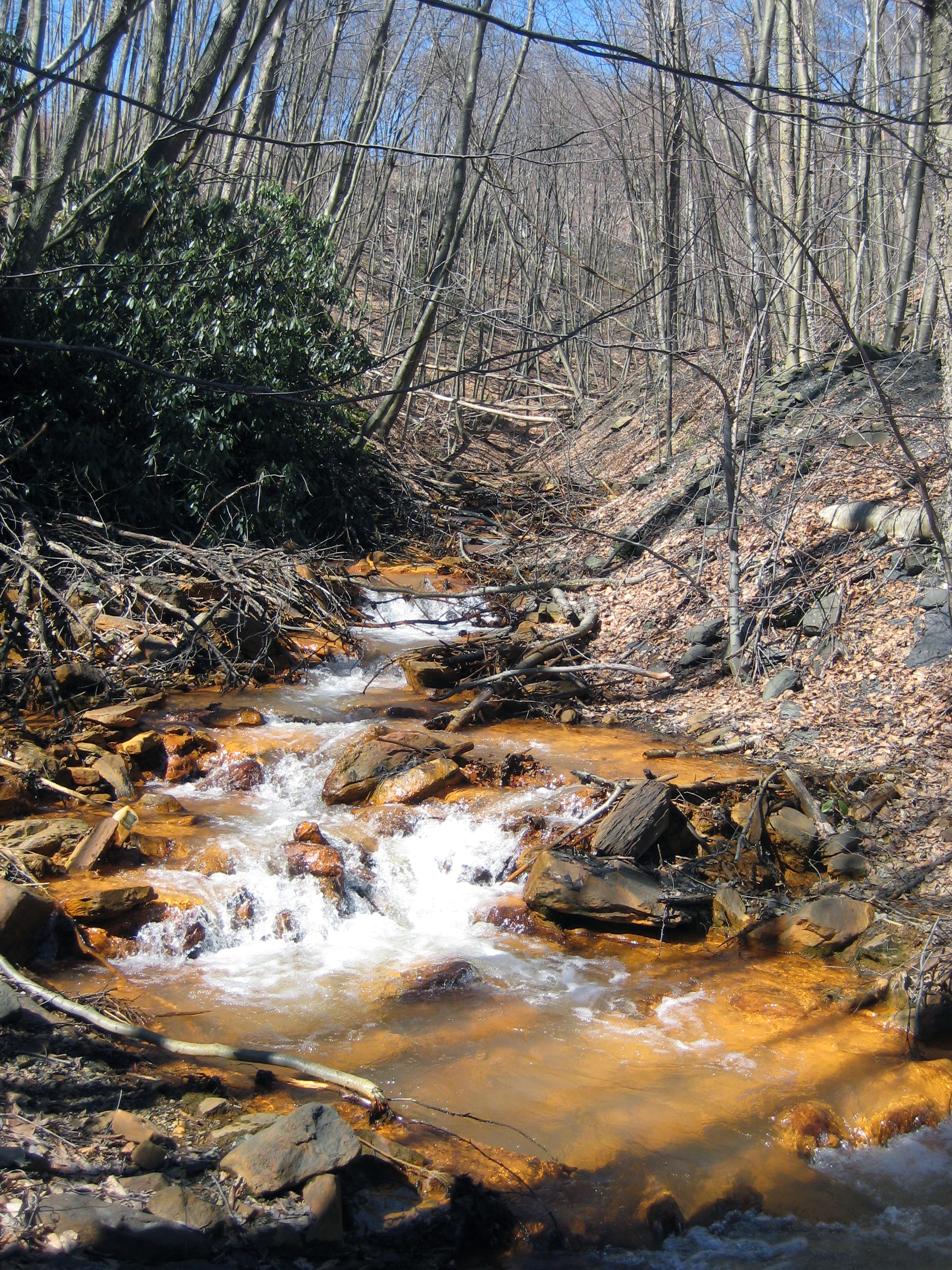
La contaminación de los ríos por el ácido sulfúrico produce que las aguas superficiales tomen un color rojizo y que sea imbebible. Dicho proceso se conoce como drenaje ácido de minas.

Al igual que muchas de las actividades humanas la minería produce serios problemas al medio ambiente, debido a sus diversos procesos mineros y químicos. Estos efectos pueden incluir erosión, formación de dolinas, pérdida de la biodiversidad, contaminación de las aguas subterráneas y superficiales, como también contaminación del suelo. En algunos casos, se incluye como factor adicional la deforestación en torno a la mina, con el objetivo de crear espacio suficiente para las instalaciones necesarias para su funcionamiento y el almacenamiento de residuos. Por su parte, la contaminación resultante de las fugas de sustancias químicas afecta directamente a la población local, si no se controla adecuadamente. Un caso extremo de daño ambiental es el incendio en la mina de carbón de Centralia en Pensilvania, que desde 1962 arde por sus túneles ubicados debajo de la localidad estadounidense.
En muchos países, las compañías mineras están obligadas a seguir y cumplir estrictos códigos de protección del medio ambiente con el fin de minimizar su impacto ambiental y evitar eventuales problemas a la comunidad adyacente. Estos códigos o reglamentos obligan a las mineras a realizar la evaluación de impacto ambiental, desarrollar planes de gestión ambiental, programar el cierre de la mina y elaborar monitoreos ambientales durante la operación y después del cierre. Por su parte, si las grandes compañías requieren buscar financiamiento internacional en instituciones como Equator Principles y en la Corporación Financiera Internacional, deben cumplir otra serie de normas ambientales y, además, satisfacer los criterios de la inversión socialmente responsable.
Más allá de las exigencias establecidas por las instituciones financieras o por los organismos gubernamentales de cada país, con los años las grandes compañías mineras han autoregulado sus efectos al medio ambiente mediante una serie de códigos de conducta. En 2001, nueve de las grandes compañías crearon el Consejo Internacional de Minería y Metales (ICMM, por sus siglas en inglés), cuyo objetivo es mitigar el daño al medio ambiente, reducir, reutilizar y reciclar los insumos, integrar en el concepto de mercado el desarrollo sustentable y contribuir a la conservación de la biodiversidad, entre otros puntos. Actualmente, 23 compañías mineras y de metales en conjunto con 35 asociaciones mineras nacionales y regionales integran este consejo internacional. A su vez, algunas de ellas son miembros activos en la creación de políticas de ecoeficiencia de organizaciones como la Cámara de Comercio Internacional y el Consejo Empresarial Mundial para el Desarrollo Sostenible.

### Contaminación de los relaves

El antes y el después de la Catástrofe de las represas de Bento Rodrigues.

Uno de los principales elementos de contaminación generada por la industria minera es la ocasionada por los relaves, que se clasifican como residuos estériles o mineralizados, con altos niveles de ácidos y químicos, y cuyo almacenamiento es parte importante del proceso de planificación de la mina. En términos simples, un relave es la ganga o material no viable económicamente del proceso extractivo de la operación minera, cuyas cantidades varían según el metal que se quiera extraer. Por ejemplo, un mineral que contiene 20% de metal producirá cerca de 4 toneladas de relave, mientras que si posee solo 1% de metal, su extracción podría generar hasta 99 toneladas de relave. En el caso de la minería del oro, considerado como uno de los productores de ganga más altos de la industria, solo se obtienen 5,3 gramos de oro por cada tonelada, es decir, para lograr una tonelada de Au se producirá cerca de 200 000 toneladas de relave.
Para almacenar los relaves se construyen tranques, que son obras de ingeniería conformadas por un muro de contención y una cubeta, y que cumplen la misma finalidad que las represas. Hasta el año 2000 se estimó que existían 3500 tranques en funcionamiento y que todos los años se creaban entre dos o tres tranques de gran envergadura y 35 de menor tamaño. La mala planificación y construcción de los mismos pueden derivar en severos riesgos para su entorno, debido a la falla del muro de contención producido por la presión del relave, el arrastre de los residuos por efecto de extensas lluvias, filtración de sus aguas hacia los alrededores e infiltración bajo el tranque, levantamiento y arrastre de material fino por causa del viento, entre otros. El colapso de un tranque ocasiona una crítica contaminación en las aguas superficiales y subterráneas, biodiversidad, suelo y poblaciones aledañas debido a las altas concentraciones de ácido, mercurio, hierro, arsénico y plomo, entre otros químicos propios del procesamiento de minerales.

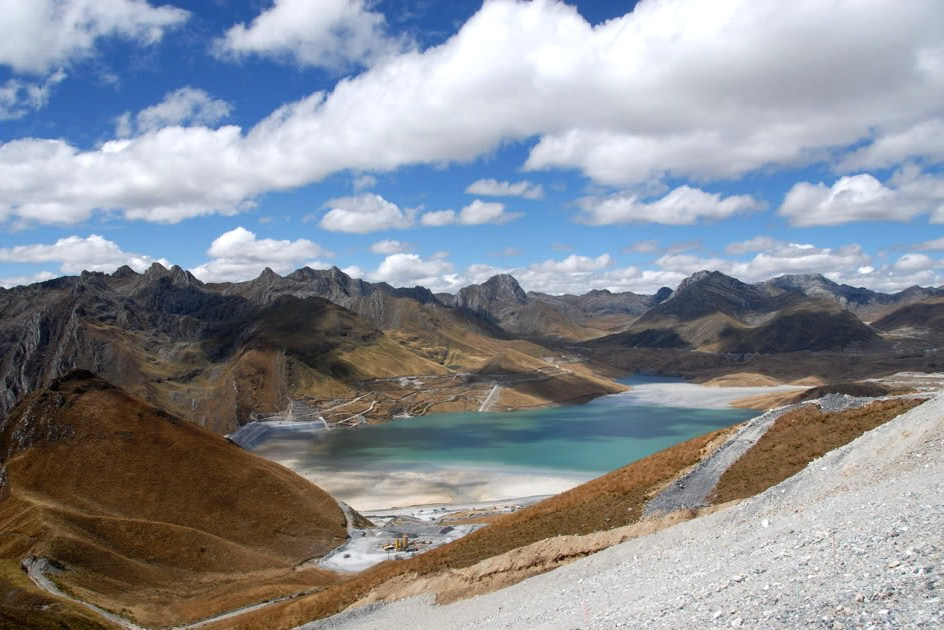
Vista del tranque de relaves del complejo minero de Antamina en Perú.

A lo largo de la historia han existido graves accidentes producidos por el derrame de relaves, por ejemplo, en 1965 y tras un terremoto colapsó el tranque de la Mina El Soldado, ubicado en la comuna de Nogales en Chile, cuya contaminación se extendió por cientos de kilómetros sepultando por completo el campamento minero El Cobre y produjo la muerte de 200 personas. En 1996, en la mina Marcopper en la isla filipina de Marinduque, 1,6 millones de metros cúbicos contaminaron 27 kilómetros de la ribera del río Boac y de la zona costera. Su devastación significó la muerte de peces, camarones de río y cerdos, la contaminación de las fuentes de agua potable, la destrucción completa del barangay de Hinapulan, el aislamiento de más de 20 000 personas y la evacuación de un tercio de las villas de la provincia de Marinduque.
Por su parte, el 5 de noviembre de 2015 ocurrió el peor desastre de relaves de Sudamérica cuando dos tranques de la mina Samarco Mineração S.A, sociedad creada por Vale S.A. y BHP Billiton, colapsó en el subdistrito de Bento Rodrigues en el estado de Minas Gerais en Brasil. En total, se estimó que 55 millones de metros cúbicos de barro y residuos de mineral de hierro mataron la biodiversidad del río Doce, destruyó un pueblo de 300 familias, obligó a suspender el suministro de agua a más de 250 000 personas, dejó 15 muertos y 12 desaparecidos, y dejó cientos de millones de dólares en pérdidas materiales y naturales. Incluso, meses después, se confirmó que sus residuos llegaron hasta la playa Regencia en el estado de Espírito Santo.

## Industria minera

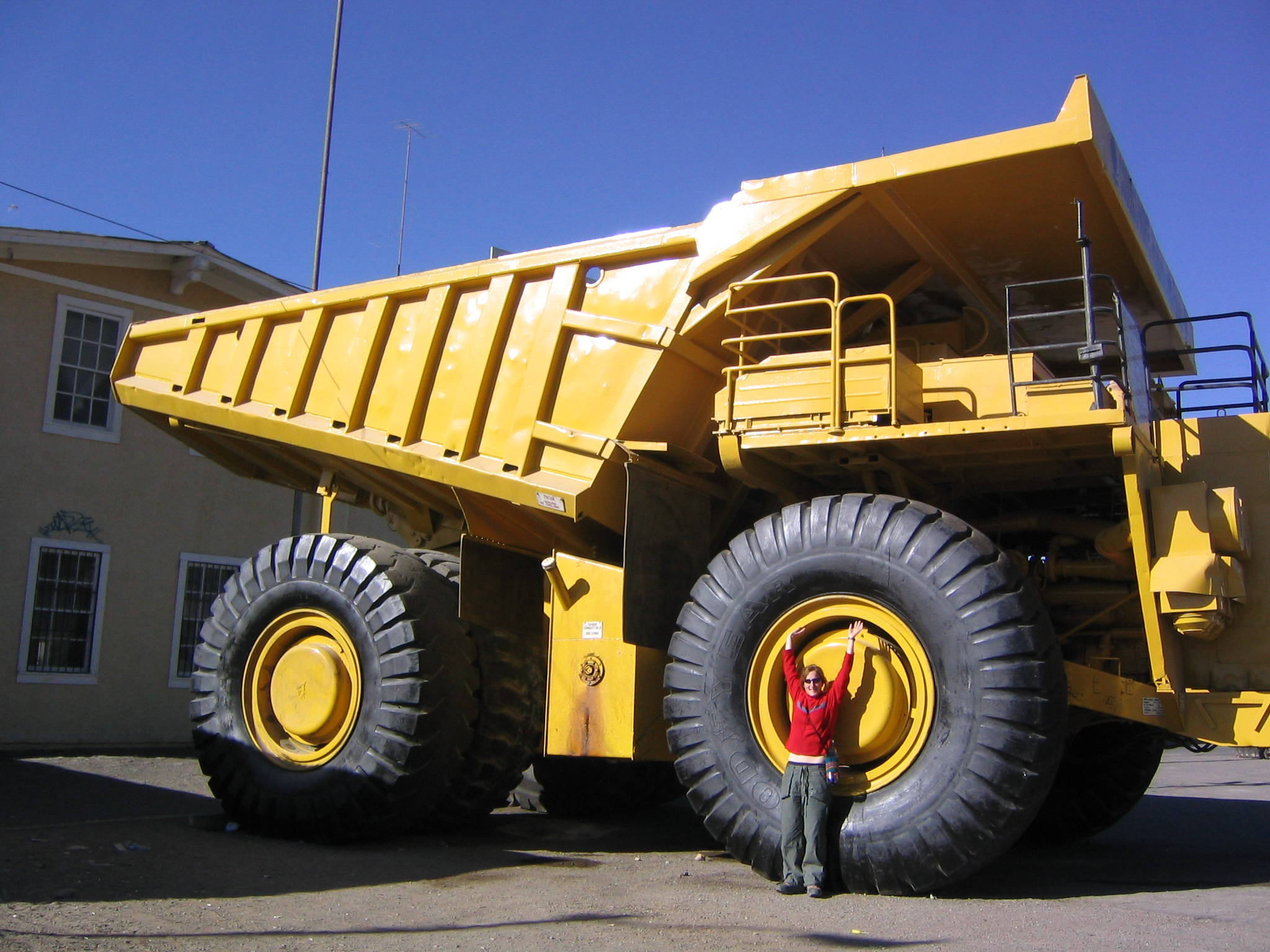
Los camiones mineros son los principales equipos de transporte de la industria minera.

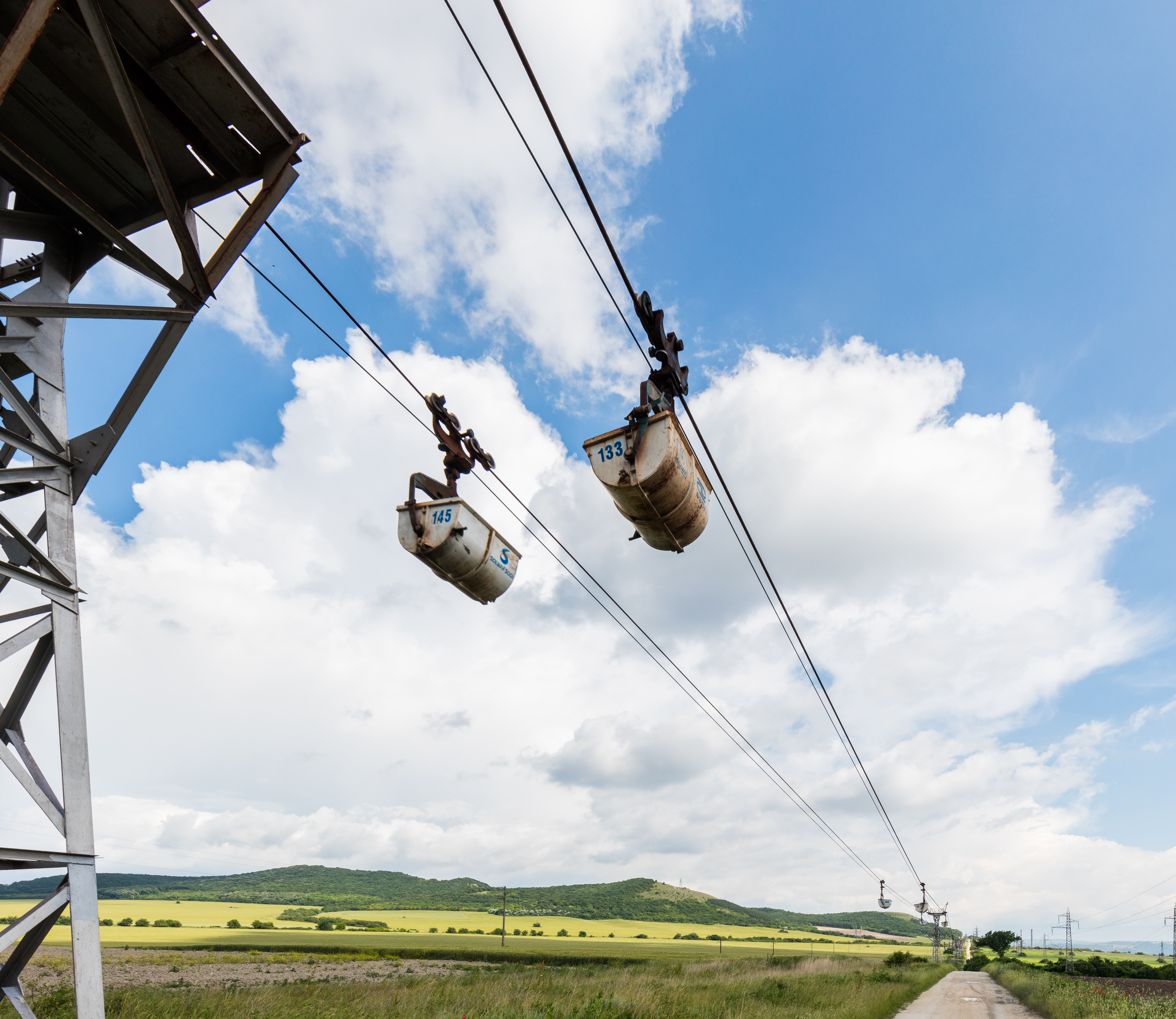
Transporte por cable de minerales, Devnya, Bulgaria.

La minería como industria ocurre en varios países del mundo, siendo Londres la capital mundial de esta actividad. La ciudad británica es la sede del principal mercado del mundo en transacción de metales no ferrosos y es la sede de las principales compañías mineras, tales como Rio Tinto Group, BHP Billiton y Anglo American. Otro mercado de importancia es el New York Mercantile Exchange, donde se contratan derivados financieros de algunos metales preciosos y productos energéticos como el petróleo y gas natural. Por último, la Bolsa de Shanghái está enfocada para aquellos países que exportan minerales a China, como por ejemplo las naciones situadas en las orillas del Océano Pacífico. En el caso de los Estados Unidos la minería es considerada como una gran actividad financiera; sin embargo, está dominada por el carbón y la minería no metálica. No obstante, durante los últimos años diversos reglamentos han tratado de reducir la importancia de la actividad en el país. En otros países anglosajones como Canadá y Australia, la minería desde hace décadas se ha convertido en parte significativa de la economía interna.
En 2002, la OCDE situó a Chile y Perú como los principales productores de minerales de Sudamérica y estimó que tenían un gran potencial económico durante los próximos años en dicho rubro. Por su parte, la industria en África es una de las más importantes y a su vez emergentes, ya que a pesar de que su participación en la producción de cobre, plomo y zinc es relativamente menor, se estima que el continente posee un importante porcentaje de minerales del mundo, como por ejemplo el 40% de reservas de oro, el 60% de cobalto y el 90% de los minerales del grupo del platino. En 2010, dos de las cuatro economías que más crecieron en el mundo son exportadores de minerales y a su vez africanas, Botsuana y República del Congo, mientras que las otras dos son exportadoras de petróleo. En cuanto a los minerales de tierras raras, en 2013 China controlaba el 95% de la producción mundial de mencionados elementos. Por su parte, Chile es el principal exportador de yodo con el 60% de la producción mundial y además, es el único productor global de nitratos o salitre.

### Clasificación de la minería
Cada país productor de minerales utiliza diversos criterios para organizar la producción de la industria y tener un mejor entendimiento del impacto de la misma en la economía regional y nacional. La gran mayoría de los países usa el criterio de número de toneladas métricas producidas por año, aunque en algunos casos puntuales se incluye también el capital de la mina, infraestructura o la generación de empleos. A grandes rasgos la industria se clasifica en gran, mediana y pequeña minería; sin embargo, en algunos países como Perú se considera una cuarta clasificación, la minería artesanal. A continuación las características de las tres principales divisiones de la minería y un ejemplo de las cifras de producción exigidas por la leyes de Chile y Perú, consideradas por la OCDE como los principales países productores de minerales de Sudamérica.
- Gran minería: Es aquella donde las compañías mineras poseen un gran capital de inversión, una enorme infraestructura —que puede incluir una planta de fundición, un puerto de embarque o conectividad ferroviaria propia—, tecnología de punta, altos recursos monetarios para garantizar la seguridad y la salud ocupacional de los trabajadores, altos niveles de productividad, posee maquinarias de gran envergadura, la alternativa de explotar yacimientos de gran magnitud y establecer vínculos interindustriales a nivel internacional, entre otros. Otro punto importante en la gran minería es que toda la producción es exportada al extranjero. Ahora bien, cada país define a este tipo de minería por el número de toneladas métricas producidas al año. Por ejemplo en el caso de Chile debe producir por sobre los 3 000 000 tm/año, mientras que en Perú debe ser mayor a 5000 toneladas por día.[58][59]
- Mediana minería: Esta clasificación posee varias similitudes con la gran minería, aunque sus principales diferencias es la cantidad de capital y que buena parte de las compañías mineras son nacionales. Por su parte, la producción está destinada mayoritariamente al mercado interno. Ahora bien, en Chile su producción va desde las 100 000 hasta los 3 000 000 toneladas por año, mientras que en Perú su capacidad productiva no excede las 5000 toneladas por día, para dar un ejemplo.[58][59]
- Pequeña minería: Es aquella donde las reservas de mineral son pequeñas, tiene menores tiempos de implementación de sus operaciones e inversión inicial y posee menores requerimientos de infraestructura, aunque tiene mayores ratios de empleo por unidad de producción. Según análisis de países en vía de desarrollo, cuando la pequeña minería se localiza en regiones económicamente atrasadas, estimula el ingreso y su distribución, la creación de nuevos puestos de trabajo y un mejor aprovechamiento de los recursos internos, dando lugar a un rápido incremento en el estándar de vida de las personas. Por su parte, la totalidad de su producción es comercializada en el mercado interno y sus ganancias pueden recircular en la región como vía de consumo o de inversión. En Chile se define como pequeña minería a aquella que produce menos de 100 000 toneladas por año, mientras que en Perú es aquella donde su capacidad productiva llega hasta las 350 toneladas por día.[58][59]

### Compañías mineras

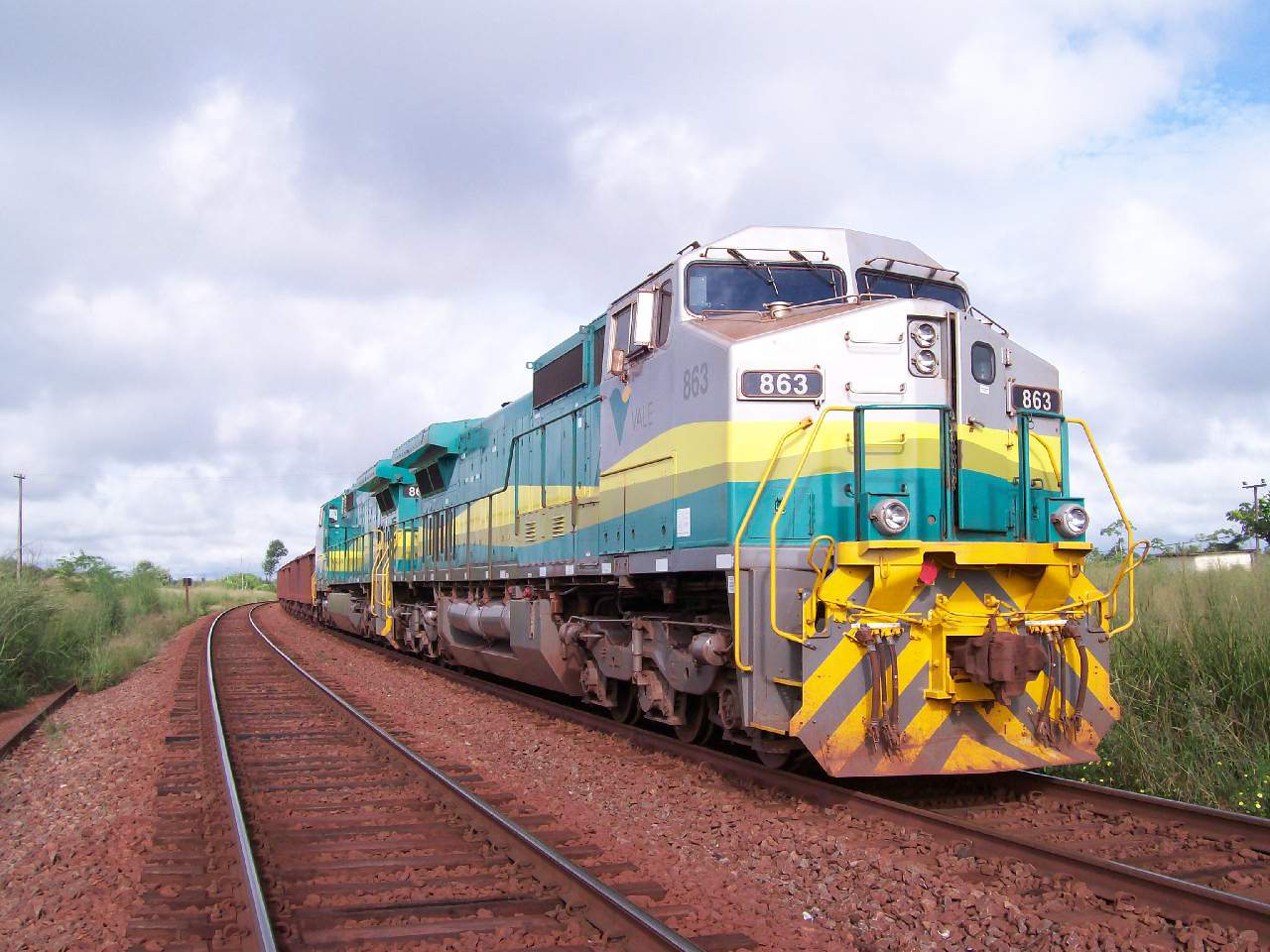
El ferrocarril de Carajás, Estrada de Ferro Carajás en portugués, es un ferrocarril brasileño operado por la compañía minera Vale S.A.

Las compañías mineras son las empresas que realizan diversas actividades para transformar las materias primas en productos determinados, cuya competencia depende de la producción de mineral extraído y de la calidad y cantidad del mismo. Buena parte de las grandes compañías son multinacionales, de carácter privado y también con capital abierto al público en los mercados internacionales. No obstante, existen determinadas empresas de carácter público o estatal con gran participación en el mercado como la chilena Codelco y la india National Mineral Development Corporation.
Por su parte, las compañías mineras se clasifican en cinco categorías según la extracción y comercialización de los respectivos recursos. Estas son petrolíferas y de gas, minería del carbón, minerales metálicos, minerales no metálicos y canteras, y de actividades de apoyo a la minería. Otra forma de clasificación es de acuerdo a los ingresos anuales netos que gana una empresa, catalogándose de la siguiente manera:
- Gran compañía: Son aquellas donde sus ganancias netas anuales superan los 500 millones de dólares y tienen la capacidad financiera para desarrollar una mina importante bajo sus propios medios.
- Mediana compañía: Son aquellas donde sus ganancias netas anuales van desde los 50 millones hasta los 500 millones de dólares, cuya capacidad financiera no es suficiente para desarrollar una mina importante por sus propios medios, obligándolas a buscar apoyo financiero a entidades nacionales o internacionales.
- Pequeña compañía: Son aquellas empresas destinadas mayoritariamente a la exploración de un mineral, pero también pueden explotar de manera mínima. Sus ganancias netas anuales no deben superar los 50 millones de dólares.

En 2012, la firma de servicios PwC realizó un listado de las principales empresas mineras a nivel mundial, donde además resaltó la cantidad de compañías por país. En primer lugar se ubicó Canadá con nueve empresas, seguido de Inglaterra con siete y los Estados Unidos con cinco. Cabe señalar que BHP Billiton y Rio Tinto Group aparecen tanto en Inglaterra como en Australia, debido a que poseen capitales de ambos países. Lo mismo ocurre con Antofagasta plc, ya que posee capitales de Inglaterra y de Chile.
| País           | Empresas por país | Principales compañías mineras a nivel mundial                                                                                                   |
| -------------- | ----------------- | --- |
| Canadá         | 9                 | Barrick Gold, Agnico Eagle Mines Limited, Cameco Corporation, Goldcorp, Ivanhoe Mines, Kinross Gold, Silver Weathon, Teck Resources, PotashCorp |
| Reino Unido    | 7                 | BHP Billiton, Rio Tinto Group, Xstrata, Anglo American, Antofagasta plc, Eurasian, Kazamhys                                                     |
| Estados Unidos | 5                 | Freeport-McMoRan, Newmont Mining Corporation, Consol Energy, Peabody Energy, The Mosaic Company                                                 |
| Hong Kong      | 4                 | China Shenhua Energy Company, ChinaCoal, Yanzhou Coal Mining Company, Jiangxi Cooper                                                            |
| Australia      | 4                 | BHP Billiton, Rio Tinto Group, Fortescue Metals Group, Newcrest Mining                                                                          |
| Sudáfrica      | 3                 | AngloGold Ashanti, Gold Fields, Impala Platinum                                                                                                 |
| Chile          | 3                 | Antofagasta plc, Codelco, SQM |
| India          | 2                 | Coal India, National Mineral Development Corporation                                                                                            |
| China          | 2                 | Shandong Energy, Shaanxi Coal Industry |
| México         | 2                 | Grupo México, Industrias Peñoles |
| Perú           | 1                 | Compañía de Minas Buenaventura |
| Polonia        | 1                 | KGHM Polska Miedź |
| Rusia          | 1                 | MMC Norilsk Nickel |
| Brasil         | 1                 | Vale S.A. |

### Principales productores de minerales a nivel mundial
En 2012, el Servicio Geológico de los Estados Unidos (USGS) realizó un cuadro con los mayores países productores de oro, plata, cobre y níquel a nivel mundial. A su vez, fueron clasificados como desarrollados, países que poseen una trayectoria en el rubro, emergentes, países que en las últimas décadas han aumentado su participación a nivel mundial, y en desarrollo, países que recién comenzaron con la actividad a gran escala. De igual manera, la consultora estratégica McKinsey & Company determinó en 2012 que América Latina comprende el 48% de la producción de cobre, 37% de hierro, 26% de bauxita, 20% de zinc y 16% de níquel.
Nota: Recordar que los datos reflejados en la tabla fueron realizados en 2012, por ende podrían cambiar las posiciones de los países con el pasar de los años. Por otra parte, la raya (—) indica que el país no estaba dentro de los mayores productores de determinado mineral hasta ese entonces.

### Regulación
Los gobiernos de cada país son los principales reguladores de la industria minera, que mediante reformas legislativas buscan mantener la armonía y la estabilidad del sector productivo. Esto ocurre en los principales países mineros; no obstante, en las naciones africanas esta regulación aún sigue siendo un tema pendiente debido al carácter emergente de la actividad. Desde principios del siglo XXI, las mineras proporcionan ligeros beneficios a las comunidades locales en términos de sostenibilidad. Esto se debe en parte, al apoyo y los debates ofrecidos en conjunto con la comunidad y algunas ONG, que han trabajado hacia un desarrollo sostenible, que incluye la transparencia y la gestión de los ingresos y que incluso puede ser prolongado en el tiempo más allá del cierre de la mina. A principios de los años 2000, dicho programa fue acatado por el Banco Mundial, que lo integró en sus exigencias para los proyectos mineros financiados por la entidad. A pesar de aquello, el Fraser Institute —un think tank canadiense— puso de manifiesto la precariedad de las leyes de protección del medio ambiente en los países en vías de desarrollo, así como los esfuerzos voluntarios de las compañías por mejorar su impacto ambiental.
Con el objetivo de conocer las transacciones monetarias entre el sector privado y los gobiernos, varios países productores de minerales crearon la Iniciativa de Transparencia en la Industria Extractiva (EITI por su nombre en inglés), que busca aumentar la transparencia sobre los ingresos recibidos por los países en los cuales las industrias mineras o petroleras están asentadas. En 2007, dicha iniciativa se implementó en todos los países que cooperan con el Banco Mundial en la reforma al sector minero. Sin embargo, la crítica ha puesto en duda dos puntos importantes de la reforma; incluir o no a la pequeña minería y a la minería artesanal, y qué hacer ante los pagos no en dinero en efectivo de las empresas a los gobiernos subnacionales. Por otra parte, también se discute la desproporción de los ingresos de la industria en relación con el número de personas que emplea. El tema de la minería artesanal es un inconveniente que se manifiesta en la gran mayoría de los países de la EITI como por ejemplo Sierra Leona, República del Congo, República Democrática del Congo, Liberia y República Centroafricana, es decir, dicho problema afecta a casi la mitad de los países de la iniciativa.

### Banco Mundial
El Banco Mundial ha participado en la minería desde 1955, principalmente a través de fondos procedentes del Banco Internacional de Reconstrucción y Fomento, y del Organismo Multilateral de Garantía de Inversiones que ofrece un seguro de riesgo país. Entre 1955 y 1990, se proporcionó alrededor de dos mil millones de dólares a 50 proyectos mineros, en términos de reformas y rehabilitación, construcción de minas, procesamiento de minerales, asistencia técnica e ingeniería. Estos proyectos han sido objeto de críticas, particularmente el de Ferro Carajás situado en el noroeste de Brasil y que comenzó ha construirse en 1981, debido a que está ubicado en una área concesionada del bosque nacional de Carajás, un parque protegido por el estado brasileño.
Además de financiar proyectos mineros, el banco realiza informes o reportes que buscan reforzar el sector, mediante códigos e instrucciones que en ocasiones influyen en las legislaciones de las naciones en desarrollo. No obstante, algunos han sido criticados por ciertas consignas, por ejemplo la presión que ha ejercido en algunos países para privatizar todas las compañías mineras de propiedad del Estado, que comenzó en 1992 con su reporte The Strategy of African Mining. Con la publicación del libro Assistance for Minerals Sector Development and Reform in Member Countries en 1998, el banco aprobó la obligatoriedad de la evaluación de impacto ambiental y la atención de las preocupaciones de la población local. Además, incluyó nuevos códigos destinados a fomentar el desarrollo mediante la exoneración temporal de impuestos, derechos de aduana cero, impuestos sobre la renta reducidos y otras medidas relacionadas. Los resultados de dichos códigos fueron analizados por un grupo de la Universidad de Quebec, que llegaron a la conclusión de que promueven la inversión extranjera, pero no permiten un elevado desarrollo sostenible. Esta correlación negativa observada entre los recursos naturales y el desarrollo económico, se conoce como la maldición de los recursos.  Estados Unidos, uno de los países más ricos del mundo, opera minas en todos sus estados o provincias, es líder mundial en producción de varios minerales, y genera 2.3 millones de empleos en minería y en las industrias que abastecen a la minería.

## Seguridad
Uno de los puntos importantes de la actividad minera actual es la seguridad de los trabajadores, que ha logrado una consideración fundamental en las legislaciones nacionales a partir de graves accidentes ocurridos especialmente en el siglo XX. Uno de los más terribles fue la catástrofe de Courrières, ocurrido en el norte de Francia el 10 de marzo de 1906, en donde murieron 1099 mineros y que es considerado como el peor desastre minero de Europa. Posteriormente fue superado por el accidente de la mina de carbón de Benxihu en China, acontecido el 26 de abril de 1942 y que provocó la muerte de 1549 mineros. A pesar de que la seguridad en la minería es sustancialmente superior a décadas pasadas, aún sigue habiendo desastres a nivel mundial. De acuerdo a datos del gobierno chino, cerca de 5000 personas mueren en accidentes cada año, mientras que otros informes han sugerido que la cifra incluso supera las 20 000 muertes. Este tipo de eventualidades ocurren actualmente en varias partes del mundo, pero solo algunos producen una cifra considerable de fallecidos. Dentro de los accidentes acontecidos en los últimos años destaca el desastre de 2007 en la mina Ulyanovskaya de Rusia (108 fallecidos), la explosión en la mina Heilongjiang de China en 2009 (108 fallecidos) y el accidente en la mina Upper Big Branch de los Estados Unidos en 2010 (31 fallecidos).
La gran mayoría de los accidentes fatales suceden en las minas subterráneas, por ello la ventilación de las mismas es un problema importante para muchas compañías. La mala ventilación de la mina hace que la exposición a gases nocivos, calor y polvo produzcan lesiones, enfermedades profesionales e incluso la muerte. La concentración de metano y otros contaminantes en el aire debajo de la tierra, se pueden controlar mediante la disolución (ventilación), capturarla antes de ingresar (drenaje) o por el aislamiento (sellos o stopping). El mal control de los gases nocivos o niveles altos de polvo de roca, de carbón o de silicio pueden producir asfixia y enfermedades a largo plazo como silicosis, asbestosis y neumoconiosis (conocido de manera coloquial en la minería del carbón como la enfermedad del pulmón negro).
Otro punto de consideración en la minería subterránea es evitar la ignición de gas metano, ya que si ocurre en una mina de carbón, puede iniciar un incendio de polvo de carbón y extenderse en todas direcciones siguiendo los túneles. Por esta razón, los polvos de roca como el de caliza son empleados para disminuir las posibilidades de explosiones de carbón, así como limitar la extensión de la misma luego de una ignición. Cabe señalar que un incendio de polvo de carbón también puede ser provocado por calor por fricción o por chispas de los equipos de trabajo. Debido a ello, el trabajo con dicha maquinaria es acompañada con agua para enfriar las labores de corte de roca.
El uso de maquinarias para perforar la roca en una mina subterránea provoca altos niveles de ruido, que es la principal fuente de la pérdida de audición paulatina, si es que no se usan los equipos de protección personal apropiados para los oídos. El empleo de perforadoras, junto con el espacio cerrado en la que trabajan los mineros subterráneos, pueden producir altos niveles de potencia estimadas incluso hasta los 115 dB. No obstante, las perforadoras no son las únicas máquinas causantes de altos niveles de ruido, ya que las excavadoras, scoops, equipos de transporte continuo, camiones, cargadores frontales y bulldozers son también consideradas como las principales fuentes de ruido excesivo en una mina. Según datos entregados por el Centro de Control de Enfermedades y Prevención de los Estados Unidos, el 90% de los trabajadores de minas de carbón de dicho país sufren de pérdida de audición a los 50 años, uno de los niveles más altos en comparación con otros tipos de trabajos.
En las últimas décadas, el desarrollo de nuevas técnicas de construcción de minas y uso obligatorio de los equipos de protección personal ha reducido los accidentes laborales y el número de muertos en las minas. Sin embargo, el derrumbe de tierra aún sigue representado hasta el 50% de los fallecimientos producidos en una faena minera.

## Minería y género
Según la Organización Internacional para el Trabajo  (OIT), en la industria minera las mujeres constituyen aproximadamente menos de la quinta parte de los 21.4 millones de personas que trabajan dentro de ella. No obstante, se debe reconocer que su participación dentro del sector ha aumentado gradualmente en los últimos años. Sin embargo, ello no es sinónimo de equidad de género  puesto que, como diversidad de estudios demuestran, la industria sigue siendo un espacio mayoritariamente masculino. La minería, como construcción social, es lo que se asocia con un hombre: varonil, fuerza, valentía, actividad física, etc.  
Sin embargo, esta cifra brindada por la OIT deja de vista otros tipos de minería producidos en los diferentes países y contextos propios de ellos como, por ejemplo, la minería artesanal o la ilegal. Es decir, podrían haber más mujeres trabajando, pero bajo explotación laboral o salarios no dignos. Asimismo, gran parte de los proyectos se insertan en zonas alejadas -sobre todo zonas rurales- o empobrecidas, donde las tradiciones y creencias juegan un papel importante en su cotidianidad. En consecuencia, la mayoría de las mujeres no están ni preparadas -ya que no pudieron acceder a educación básica- ni son aceptadas dentro de los sectores extractivos. El resultado de todo esto es el reforzamiento de los roles de género negativos tanto para hombres como mujeres.
Por tanto, observar los diferentes sucesos y cambios del día a día desde una perspectiva de género resulta beneficioso para un mejor análisis sobre las diferencias y dificultades que puedan encontrar las mujeres dentro de su contexto. En ese sentido, el analizar cómo se desarrolla el sector extractivo en torno a las mujeres resulta, además de interesante, importante.[cita requerida]

### A nivel socioambiental y cultural
Durante muchos años, las sociedades se van construyendo y reconstruyendo. Es decir, sus creencias, valores o actitudes pueden ir cambiando frente a eventos internos (como un estallido social) o externos (como una guerra). En el caso de la minería, dichos cambios se dan en la zona en la que se establecen, por lo cual se presentan alteraciones -sobre todo negativas- en los territorios y, por ende, en las condiciones sociales, ambientales y económicas de las comunidades que viven ahí. Ello se ve reflejado en las tensiones socioambientales en diversas zonas. Según el Observatorio de Conflictos Mineros en América Latina (OCMAL), hasta el 2020, tan solo en América Latina existían 277 conflictos que involucraban 294 proyectos mineros, donde cinco tenían problemáticas fronterizas; además, en 234 casos se criminalizó la protesta.
Así mismo, en dichos territorios los roles de género juegan un rol importante, donde se distribuye quien puede y no puede trabajar, y en qué tipo de trabajos. Ello refuerza el orden jerárquico y privilegios de los hombres sobre mujeres en espacios públicos y privados.
En tal sentido, las alteraciones ambientales que pueden darse en estos contextos tienden a pesar más en las mujeres; ello no solo por temas de salud, sino también por la creación de nuevas cargas domésticas tanto a nivel familiar y comunitario, donde se puede llevar a poner en riesgo sus derechos. Como se indica en un trabajo de campo en los distritos alrededor de la minera Las Bambas en Apurímac, todas las mujeres entrevistadas (alrededor de 60) reconocen experimentar una "triple carga" (hogar, familia y trabajo). Asimismo, "en un contexto en el que cada vez hay más y mejor acceso a la educación para las mujeres (e incluso un menor número de hijos), llama la atención este recrudecimiento de roles tradicionales bajo la figura de «la triple carga»".

### A nivel laboral
Las mujeres, hoy en día, forman parte del grupo social de fuerza laboral de todos los países del mundo. Por tanto, su acceso a la industria extractiva lleva a una mejora en términos de competitividad, rentabilidad y crecimiento de la empresa o del país. Evidencia de ello son las compañías mineras de Reino Unido, donde las que cuentan con mayor equidad de género "son un 49% más rentables y un 83% más innovadoras que otras".
A nivel internacional, se les ha logrado obtener legislaciones que busquen proteger a las mujeres bajo cualquier forma de violación a sus derechos o integridad, así como la intención de prevenirlos. Sin embargo, pese a su importancia y apoyo a sus derechos, el sector minero sigue siendo un espacio tradicional y masculinizado que resultan en diferencias y limitaciones en cuanto a rangos u ocupaciones que pueden obtener las mujeres; así como de limitaciones tanto en la inserción. En tal motivo, existe una brecha salarial importante que se explica por los trabajos en los que se concentran las mujeres, los cuales son los peor remunerados: en Reino Unido la brecha es de 17,3%, en España de 19,51% y, en Estonia, de 22,7%, la más alta de Europa.
Así mismo, las limitaciones, como sostiene Escalona, tienen “consecuencias en el espacio social y doméstico, puesto que se tensiona la construcción de género tradicional de la minería y las posibilidades que ellas ven en este nuevo rol lleno de proyecciones y promesas”. Por ejemplo, la maternidad se ve tensionada frente a la naturaleza de las jornadas laborales en faenas mineras, llegando incluso a despidos arbitrarios. Esta incompatibilidad entre trabajo y vida personal evidencia la dificultad para las mujeres en su desarrollo y permanencia profesional en la industria extractivos.

### A nivel de seguridad
Frente a la minería tanto legal como ilegal, las mujeres son constantemente expuestas a riesgos mayores. Por una parte, existen muchas mujeres mineras hacen frente a la discriminación, violencia, explotación. En muchas ocasiones estas trabajan en condiciones peores que a las de los hombre, Como sostienen algunos autores, “varios estudios resaltan que, como producto del extractivismo, la violencia física en contra de las mujeres tiende a aumentar en sus comunidades o localidades específicas, o en todo caso, estas se exponen en mayor medida a esta forma de violencia [...] puede tener un impacto en el incremento de la violencia intrafamiliar por factores tales como el surgimiento de perspectivas diferentes entre las mujeres y los hombres con relación a un determinado proyecto extractivo”. Asimismo, otro de punto preocupante es la trata de personas, donde sobre todo son niñas, niños y mujeres los más afectados. Según Rodrigues, “la trata de niñas y mujeres para trabajos forzados en las zonas mineras de Bolivia y Perú es un problema grave y complejo. A menudo, estas mujeres y niñas son atraídas por la promesa de trabajo bien remunerado en las minas, solo para descubrir que han sido víctimas de trata, siendo obligadas a trabajar en condiciones peligrosas y explotadoras”.

### A nivel económico
Además de las tensiones socioculturales, socioambientales y peligros que presenta el sector extractivo, persisten arduamente las altas brechas de oportunidades laborales y, por ende, salariales dentro de este sector. Estas disparidades resultan de las diversas dinámicas presentes en el ámbito minero. Por un lado, gran parte de las personas que obtienen empleos o puestos altos —y, en consecuencia, mejores salarios— son migrantes, en su mayoría hombres, con un mayor nivel educativo. En contraste, las personas de las localidades donde se encuentran las minas, a menudo carecen del capital económico y educativo adecuado. Entre ellas, las mujeres enfrentan mayores dificultades para acceder a oportunidades de calidad, lo que las deja con trabajos precarizados y de menor salario. En ese sentido, se observa una tendencia paradójica en la gran minería de invertir grandes capitales en áreas locales, pero al mismo tiempo de no fomentar cambios significativos en la estructura del empleo, lo cual perpetúa la posición de las mujeres como cuidadoras. Aunque las mineras formales están haciendo intentos por educar y capacitar a más jóvenes, tanto hombres como mujeres, en las zonas locales, persisten los roles de género marcados. Es importante señalar que en los programas de capacitación existe una clara distinción por género en cuanto a las profesiones para las que se capacita a los jóvenes: por ejemplo, las mujeres eligen formarse en bordado mientras que los hombres lo son en construcción. Además, la falta de información pública sobre el impacto real en la contratación de mujeres también es una preocupación pues no se podría ver la situación real de ellas.

## Minería en el ámbito legal y formal

#### Minería legal e ilegal
En la minería legal, aquella que se realiza en condiciones legales, se busca respetar las pautas de vida y coexistencia de una sociedad determinada. Sin embargo, vemos que la operatividad de dicha concepción está íntimamente vinculada a la percepción cultural». Por tanto, se entendería como minería ilegal aquella que se salga de los marcos legales planteados. Ahora bien, en cuanto a las mujeres en el sector de la minería legal, a pesar de los intentos e intereses por lograr la paridad de género, aún no se ha logrado, pese al aumento de mujeres en estos puestos, como retrata el Foro Intergubernamental sobre Minería, Minerales, Metales y Desarrollo Sostenible (IGF) en su informe, en el que se afirma que «las barreras estructurales, los prejuicios, las prácticas y las condiciones laborales discriminatorias que impiden empoderar a las mujeres todavía prevalecen y deben ser abordados».

#### Minería formal e informal
En cuanto a la minería formal, aunque algunos lo consideran sinónimo de legal, normalmente tiene en cuenta otros aspectos más allá de las leyes. Como muestra la OIT, se considera formalidad la forma de trabajo que se concibe institucionalmente en el proceso de producción industrial. Por ende, la «informalidad» sería una «forma de producción [...] que no concuerda exactamente con la producción industrial», la cual terminaría siendo negativa para los ecosistemas y, por ende, para las poblaciones y los trabajadores dentro de esta. Un ejemplo de minería «informal» es la minería artesanal o a pequeña escala en zonas reguladas o no reguladas.
En el caso de las mujers, según un informe de la SPDA, América Latina alberga una alta concentración de mano de obra femenina, que superaría el millón de personas, principalmente en la minería de pequeña escala en países como Perú, Brasil, Colombia o Bolivia, lo que tiene consecuencias muy negativas para su salud física y psicológica. También es importante señalar que muchas de las mujeres, niñas y niños afiliados directa o indirectamente a la minería (trabajadores de la misma mina, cocineras, trabajadoras sexuales, etc.) terminan siendo víctimas de explotación o abuso sexual, violencia o abuso doméstico o explotación laboral, entre otros problemas.